# Гейтс, Дэрил
Дэрил Фрэнсис Гейтс (англ. Daryl Francis Gates; 30 августа 1926, Глендейл, штат Калифорния — 16 апреля 2010, Дана Пойнт, штат Калифорния) — 48-й шеф департамента полиции Лос-Анджелеса, занимавший эту должность с 1978 года по 1992 год. По продолжительности пребывания на этой должности Гейтс уступает только своему предшественнику Уильяму Паркеру. Период работы Гейтса на посту шефа департамента полиции Лос-Анджелеса ознаменовался небывалом ростом уровня преступности и насилия в городе. За 14 лет работы Дэрила Гейтса, его усилиями  и усилиями сотрудников департамента полиции  были раскрыты тысячи уголовных дел, созданы ряд программ по борьбе с организованной преступностью и борьбе с уличными бандами, был раскрыт ряд преступлений, получивших общественный резонанс в США и разоблачено несколько серийных убийц, действовавших в городе. Дэрил Гейтс получил национальную известность и привлек внимание всей страны своими новаторскими подходами к борьбе с преступностью и её предупреждению. Этим новаторским подходам подражали полицейские управления многих городов по всем Соединённым Штатам. Ввёл практику широкого применения парамилитарных подразделений, массовых ночных облав и рейдов для борьбы с уличной преступностью. С именем Гейтса связано развитие подразделений в американских правоохранительных органах, которые используют лёгкое вооружение армейского типа и специальные тактики в операциях с высоким риском, в которых требуются способности и навыки, выходящие за рамки возможностей обычных полицейских, более известные как «SWAT» (англ. Special Weapons Assault Team). Несмотря на то, что первые подразделения были созданы ещё в 1966 году, к развитию SWAT в его современном виде приложил усилия именно Дэрил Гейтс. Ряд других достижений, такие как современная система связи, которая сократила время реагирования полиции, укрепили репутацию Дэрила Гейтса как борца с преступностью, а образец современных правоохранительных органов США в настоящее время непосредственно связан с его именем. В 2000-х годах президент Джордж Буш-старший назвал его «всеамериканским героем». В то же время Гейтс на протяжении своей карьеры в полиции неоднократно преднамеренно делал разного рода возмутительные заявления, чем шокировал общественность, создавал общественный резонанс, критику в свой адрес и таким образом привлекал внимание к проблемам, с которыми он сталкивался будучи на посту шефа полиции Лос-Анджелеса. Он многократно подвергался критике за политику расовой сегрегации темнокожих. За 14 лет руководства департаментом полиции, офицеры полиции Лос-Анджелеса неоднократно были замечены в проявлении расовой дискриминации и в грубом нарушении конституционных прав чернокожих в городе. Гейтс неоднократно обвинялся в политической целесообразности, после того как полицейские в случаях превышения должностных полномочий и в случаях совершения правонарушений из расистских побуждений оставались безнаказанными.  После Лос-Анджелеского бунта Гейтс был вынужден покинуть свой пост и уйти из полиции. Также Дэрил Гейтс известен многолетним конфликтом с первым и единственным чернокожим мэром Лос-Анджелеса Томом Брэдли.

## Ранние годы
Дэрил Фрэнсис Гейтс, урождённый как Даррел Фрэнсис Гейтс родился 30 августа 1926 года в городе Глендейл (Калифорния) в семье сантехника. Имел двух братьев. Детство и юность Гейтса прошли во времена мирового экономического кризиса, более известного как Великая депрессия, благодаря чему Дэрил рос в социально-неблагополучной обстановке на территории одного из северо-восточных районов Лос-Анджелеса под названием «Хайленд Парк». Семья Гейтсов испытывала материальные трудности. Отец Дэрила Пол Гейтс страдал алкогольной зависимостью, вел бродяжнический образ жизни и неоднократно сталкивался с системой уголовного правосудия, вследствие чего Дэрил в школьные годы подвергался насмешкам со стороны одноклассников и сверстников. Мать Дэрила работала на швейной фабрике и большую часть недели отсутствовала дома, благодаря чему воспитанием Гейтса и его двух братье практически никто не занимался. В конце 1942 года, в возрасте 16 лет Гейтс был арестован  по обвинению в нападении на офицера полиции, после того, как он якобы  жестоко обращался с его братом во время спора за парковочное место. Впоследствии все обвинения с Дэрила были сняты. Гейтс посещал школу «Franklin High School», которую окончил в 1944 году.  После окончания школы он был призван в армию США. Дэрил был зачислен в военно-морские силы США, после чего оказался на Тихоокеанском театре военных действий во время Второй мировой войны, где служил матросом на одном из эсминцев и принимал участие в некоторых сражениях. После окончания Второй мировой войны, Дэрил Гейтс демобилизовался и вернулся в Лос-Анджелес, где вскоре поступил в колледж «Pasadena City College» и женился на однокласснице по имени Ванда Хоукинс. В конце 1940-х он перевелся из колледжа в «Университет Южной Калифорнии», где начал изучать юриспруденцию. В середине 1949 года его жена забеременела, после чего один из друзей Дэрила предложил ему подать заявление о приеме на работу в департамент полиции Лос-Анджелеса, который на тот момент отдавал приоритет кандидатам среди бывших военнослужащих. Позже Гейтс вспоминал, что отклонил предложение товарища, так как на тот момент по его собственному признанию был невысокого мнения о полиции Лос-Анджелеса из-за грубого обращения офицеров полиции с его отцом, но позже изменил свое решение и подал заявление о приеме на работу в конце лета 1949 года вследствие материальных трудностей.

## Карьера в полиции

### 1949 - 1965
Дэрил Гейтс стал офицером полиции 16 сентября 1949 года продолжая обучаться в «Университете Южной Калифорнии». Он начал карьеру в отделе дорожной полиции, работая следователем, после чего был переведен дорожный патруль. Осенью 1950 года ему предложили занять должность  личного водителя и телохранителя Уильяма Генри Паркера, который 9-го августа 1950 года стал  шефом департамента полиции Лос-Анджелеса, на что Гейтс ответил согласием. В течение следующих 15 месяцев Гейтс являлся водителем и телохранителем Паркера и позднее вспоминал, что за этот период работы с Паркером он узнал больше о работе в полиции чем в учебниках по профессиональной подготовке полицейских, а советы Паркера стали для него своеобразным учебным пособием о том, как быть шефом департамента и хорошим руководителем. В начале 1951 года Гейтс начал работать в отделе полиции по делам несовершеннолетних. За усердную работу он  был представлен к награде и в 1955 году получил повышение по службе и звание сержанта. В 1959 году Дэрил Гейтс получил звание лейтенанта, а в 1963 году стал уже капитаном полиции. Благодаря личным профессиональным качествам и успешному руководству различными отделам весной 1965 года Гейтс получил очередное повышение по службе и звание коммандера.

### Восстание в Уоттсе 1965 года
Гейтс был назначен руководителем отдела патрульно-постовой службы полиции в районе Лос-Анджелеса под названием Уоттс, где летом 1965 года вспыхнули расовые волнения. Причиной беспорядков стал арест белым офицером Ли Миникусом 21-летнего афроамериканца Маркета Фрая по подозрению в вождении в нетрезвом виде.  После того, как офицер Миникус удостоверился в физическом состоянии задержанного, он вызвал эвакуатор для транспортировки автомобиля на штрафную стоянку. В это время брат Маркета Фрая - Рональд, сидевший рядом с братом при задержании, вышел из машины и побежал в свой дом, где вызвал на помощь свою мать. Прибывший наряд полиции попытался арестовать Маркета Фрая при помощи грубой физической силы. Из-за вмешательства матери Фрая ситуация стала сильно обостряться и на месте задержания молодого парня начала собираться толпа местных жителей, которые стали кричать и кидать в полицейских камни и другие различные предметы. Мать Фрая и его брат  были арестованы вместе с Маркетом Фраем, после чего они были увезены в полицейский участок. Толпа из местных жителей продолжала собираться на месте ареста семьи даже после того, как семья Фраев была арестована, после чего на основании анонимных звонков на место задержания Фраев в течение последующей ночи несколько раз прибывала полиция для разгона собравшейся толпы. В моменты разгона местные жители снова начинали атаковать полицейских  камнями, вследствие чего в результате   ночных рейдов было арестовано ещё двадцать девять человек. После ночных происшествий полиция и лидеры диаспор договорились о проведении собрания в четверг 12 августа для обсуждения плана последующих действий по снятию напряжения, но собрание провалилось. После провала переговоров Уильям Паркер обратился за помощью к частям Национальной Гвардии США, расквартированным в Калифорнии. 14 августа количество гвардейцев было увеличено до 3900 человек. В зоне беспорядков было объявлено военное положение и введен комендантский час. Район Южного Централа Лос-Анджелеса  был оцеплен силами Национальной Гвардии. Для оцепления были выделены 934 офицера полиции и 718 офицеров из департамента шерифа округа Лос-Анджелес. За шесть дней насилия 34 человека погибли, более 1000 получили ранения, а 600 зданий были повреждены или разрушены. В этот период действия Дэрила Гейтса впервые были подвергнуты критике, так как впоследствии стало известно, что  во время подавления беспорядков от требовал от своих подчинённых, чтобы они в отношении задержанных применяли грубую физическую силу и удушающие приёмы. «Мы понятия не имели, как с этим справиться», — заявил через много лет Гейтс, вспоминая расовые волнения в Уоттсе.

### 1966 - 1978
После смерти Паркера в 1966 году, новым шефом департамента полиции Лос-Анджелеса был назначен Том Реддин, а Дэрил Гейтс был назначен его заместителем. В том же году Гейтс по просьбе Реддина начал разрабатывать специальные подразделения в полиции для реагирования на кризисные ситуации и участия в операциях с высоким риском, в которых требуются способности и навыки, выходящие за рамки возможностей обычных полицейских. В ходе создания первого в истории страны подобного подразделения Гейтс отобрал 60 лучших стрелков из числа сотрудников правоохранительных органов Лос-Анджелеса и разработал первые методики по физической и психологической подготовке бойцов. Подразделение получило название «SWAT». Первой операцией подразделения стал разгон и арест членов леворадикальной партии «Черные пантеры» во время перестрелки недалеко от их штаб-квартиры на улице Сентрал-авеню — главной улицы  в центральной части столичного района Лос-Анджелеса 8 декабря 1969 года. Операция окончилась успешно, однако действия бойцов подразделения вызвали общественный резонанс за излишнюю грубость, которые члены подразделения проявили во время разгона и ареста правонарушителей. Несмотря на это, Дэрил Гейтс всячески отстаивал действия «SWAT». Он сумел выдержать критику и доказать свою правоту, тем самым заложив основы для тактических приемов, которые в последующие годы использовали все подобные созданные подразделения на территории других штатов США. В дальнейшем Гейтс при содействии своих помощников разработал пособия для  действий в составе групп, в различных видах боя и в различных условиях. В период с 1967 года по 1979 год «SWAT» принял участие более чем в 400 различных операциях. В этот же период Дэрил Гейтс принимал участие в разгоне участников антивоенных протестов в Лос-Анджелесе против Вьетнамской войны..

### 1978 - 1980
Должность заместителя шефа департамента полиции Дэрил Гейтс сохранил после того, как новым шефом стал Эдвард Майкл Дэвис, который занимал эту должность с 1969-го по 1978 год. В начале 1978 года Дэвис завершил полицейскую карьеру и ушёл в политику, после чего шефом полиции был назначен Дэрил Гейтс, который официально вступил в должность 28 марта 1978 года. Став во главе департамента полиции Гейтс вступил в конфликт с мэрией города, в состоянии которого находился последующие 14 лет. Гейтс требовал от мэра увеличения бюджета и увеличения числа сотрудников правоохранительных органов, ссылаясь на то, что в его подчинении находятся недостаточные силы для того чтобы контролировать второй по величине город страны. Гейтс утверждал что в Лос-Анджелесе было два офицера полиции на тысячу жителей, в отличие от Нью-Йорка и Чикаго, где на каждого жителя города приходилось по четыре офицера полиции.
После того, как он стал шефом департамента полиции города, Гейтс постоянно подвергал критике СМИ, обвиняя их в том что критика со стороны журналистов часто носит необъективный характер, подрывает уровень доверия населения города к полиции, вследствие чего  полиция вынуждена защищать свою честь и достоинство. После общественно-политических потрясений 1960-х годов СМИ обвиняла полицию Лос-Анджелеса  в фанатизме, жестокости, чрезмерном применении силы. Начиная с конца 1970-х растущая сложность и противоречивость общества, а также растущая конкуренция со стороны телевидения требовали, чтобы газеты были более проницательными и аналитическими, более всеобъемлющими, чем когда-либо прежде. Редакторы хотели больше интерпретирующих и расследовательских материалов, и полиция часто сталкивалась с более либеральными и более скептически настроенными репортерами, чем их предшественники, подвергавших критике полицию.  Большинство судебных решений, касающихся прессы в тот период, способствовали укреплению имиджа Гейтса и полиции в целом. Судебные решения о клевете, неприкосновенности частной жизни, конфиденциальности источников и запрете доступа к пенитенциарным учреждениям на территории штата Калифорнии были приняты против прессы. Верховный суд даже постановил, что судебные процессы могут быть закрытыми для прессы и что сотрудники правоохранительных органов могут проводить обыск в редакции газеты без предварительного уведомления или судебного заседания. Тем не менее, в своей работе Дэрил Гейтс являлся сторонником активного сотрудничества со СМИ используя это как форму политической коммуникации. Гейтс утверждал, что в связи с повышением роста преступности, жители города испытывают чувство опасности больше, чем когда-либо прежде, и это вызывает у них большее сочувствие к полиции. Чтобы создать атмосферу безопасности и придать уверенность населению города, Гейтс несмотря на критическое отношение к прессе, решил посредством проведения пресс-конференций с участием СМИ доказать общественности импульсивность и чрезмерное рвение полиции при выполнении своих обязанностей в деле раскрытия преступления и искоренения преступности в городе.
Практически сразу же после вступления в должность Гейтса, Лос-Анджелес захлестнула волна серийных убийств, благодаря чему уже в апреле 1978 года он вынужден был проводить пресс-конференции для СМИ посвященные продвижению расследования убийств, которые совершали «Хиллсайдские душители». Дэрилл Гейтс уделял большое внимание проблемам методики и сложности расследования серийных убийств. Гейтс настаивал на том, что обычные в следственной практике методики расследования преступлений являются непродуктивными. В середине 1970-х будучи заместителем шефа департамента полиции Лос-Анджелеса, Гейтс создал и возглавил следственно-оперативную целевую группу для расследования серийных убийств, происходивших в районе Лос-Анджелеса под названием «Скид Роу». Будучи руководителем целевой группы, Гейтсу и его подчиненным в конечном итоге удалось разоблачить серийного убийцу Вона Гринвуда.
Ссылаясь на свой успешный опыт, начиная с 1978 года при непосредственном участии Дэрила Гейтса в целях быстрого и всестороннего расследования преступлений, совершенных одним или несколькими лицами стали повсеместно создаваться следственно-оперативные целевые группы. Эта стратегия в конечном итоге дала успешный результат. В начале 1979-года Гейтс сообщил  о раскрытии сразу двух серий убийств. В январе 1979 года «Хиллсайдские душители» были идентифицированы и арестованы, а в апреле был арестован 29-летний Бобби Джо Максвелл, подозреваемый в совершении 11 убийств, которые также были совершены  на территории печально известного района Лос-Анджелеса под названием «Скид Роу», о чём Гейтс непременно сообщил общественности в ходе последующих многочисленных пресс-конференций.
Благодаря полученному опыту, в период с 1979 по июнь 1980 года  в Лос-Анджелесе было раскрыто множество уголовных дел, вызвавших общественный резонанс и разоблачён ещё ряд серийных убийц, таких как  Лоуренс Биттейкер, Уильям Бонин и Даглас Кларк, а также была разоблачена международная организованная преступная группа из 9 человек, которая занималась похищением детей в возрасте от 6 до 12 лет и последующим их принуждением к занятию детской проституцией на территории США и ряда стран Европы. Следствие установило, что преступники продавали детей в сексуальное рабство различным педофилам по цене от 1000 долларов за ребёнка для фотосъёмок в порнографических журналах и создания порнографических фильмов, которые издавались в Амстердаме.
С момента вступления в должность, Гейтс стал подвергаться обвинениям в расовой дискриминации национальных меньшинств. В середине  1978 года он встретился с лидерами базирующейся в Лос-Анджелесе «Коалицией латиноамериканцев против диффамации», где обсуждался  карьерный рост американцев мексиканского происхождения и других латиноамериканцев в полиции Лос-Анджелеса. На встрече Гейтс заявил, что офицеры полиции латиноамериканского происхождения не продвигаются  по служебной лестнице  по причине отсутствия или недостатка трудолюбия, предпочтения свободного времяпрепровождения, а не трудовой деятельности. Это заявление вызвало волну возмущения среди представителей латиноамериканской диаспоры города. Через несколько недель Гейтс вызвал волну возмущения среди представителей еврейской общины в Лос-Анджелесе после того, как заявил что значительная часть из них являются социально-опасными элементами и шпионами Советского Союза, переправленными в США с целью саботировать летние Олимпийские игры 1984 года.
В том же 1979 году Дэрил Гейтс впервые вступил в конфронтацию с мэром Лос-Анджелеса Томом Брэдли. Будучи избранным в 1973 году, Брэдли стал первым в истории Лос-Анджелеса темнокожим мэром и занимал эту должность на протяжении последующих 20 лет. Бывший лейтенант полиции Лос-Анджелеса, Том Брэдли по его собственному признанию был вынужден уволиться из полиции в 1961 году из-за политики расовой сегрегации в департаменте по отношению к темнокожим полицейским. Став мэром, Брэдли в 1973 году создал комиссию  по расследованию случаев коррупции и превышения должностных полномочий в полиции, специальную рабочую группу из пяти человек. Комиссия после избрания Брэдли в 1973 году вынудила департамент полиции Лос-Анджелеса принять ряд преобразований, таких как правила применения офицерами полиции применения огнестрельного оружия,  правила хранения материалов из числа вещественных доказательств отделами полиции по расследованию различных преступлений. Согласно рекомендациям членов комиссии, департамент полиции начал пересматривать методы профессионального отбора и обучения полицейских, чтобы уменьшить гневные и жестокие столкновения между полицией и общественностью, принимать жалобы неправомерных действий сотрудников полиции и исследовать способы сделать жизнь полицейского Лос-Анджелеса менее напряженной и более приятной. Брэдли тщательно следил за тем, чтобы Дэрил Гейтс выполнял  приказы комиссии, а не наоборот. Том Брэдли требовал от Гейтса  изменения стиля работы правоохранительных органов, вследствие чего комиссия пыталась регулировать многие аспекты работы полиции города, такие как правила, регулирующие сбор разведывательных данных полицией, правила и порядок наема женщин и представителей национальных меньшинств, повышение оплаты труда сотрудников полиции из-за роста уровня преступности и ряд других, что зачастую игнорировалось Дэрилом Гейтсом или выполнялось не полностью.
Поводом для конфронтации Брэдли и Гейтса послужил инцидент, произошедший 3 января 1979 года на территории Лос-Анджелеса в районе Уоттс. Во второй половине дня двое офицеров полиции отправились на территорию района в дом, где проживала 39-летняя афроамериканка Юлия Лав, которая затеяла ссору с двумя мужчинами из газовой компании из-за неоплаченного счета на 66 долларов. Женщина утверждала что частично погасила задолженность и имела при себе квитанцию о денежном переводе, однако сотрудники газовой компании требовали от неё немедленной оплаты счета, после чего женщина стала размахивать мясницким ножом и бросила его в сторону сотрудников газовой компании, который никого не задев пролетел около 2 метров и приземлился на землю. В этот момент офицеры полиции выстрелили в Юлия Лав 12 раз. Она получила восемь огнестрельных ранений и скончалась на лужайке возле своего дома почти мгновенно. После инцидента Дэрил Гейтс приказал провести расследование, в ходе которого департамент полиции Лос-Анджелеса в конечном итоге не нашёл в действиях сотрудниках полиции признаков превышения должностных полномочий и повлекших за собой существенное нарушение прав и законных интересов граждан или организаций либо охраняемых законом интересов общества или государства. Убийство Юлии Лав было признано актом самообороны. Этот полицейский отчет вызвал негодование представителей афроамериканской общественности, которые стали обвинять Гейтса в расизме. «Американский союз защиты гражданских свобод» предоставил СМИ данные, согласно которым в период с 1975 года по 1978 год полиция Лос-Анджелеса при сомнительных обстоятельствах открывала огонь во время проведения арестов 278 раз человек, вследствие чего 123 человека были убиты. При этом во всех подобных эпизодах действия сотрудников полиции были признаны оправданными и ни одно из таких дел не было передано в суд присяжных. С версией департамента полицейского управления Лос-Анджелеса также не согласился мэр Том Брэдли. Он обвинил Гейтса и полицию города в чрезмерном применении силы и назначил комиссию для проведению независимого расследования. Причастные к убийству Юлии Лав, офицеры полиции Ллойд О'Каллаган и Эдвард Хопсон утверждали что прибыв к дому женщины, вышли из машины с оружием наготове с целью арестовать её по обвинению в нападении с применением смертоносного оружия. Они также утверждали, что они провели по крайней мере семь минут, разговаривая с  Юлией Лав, прежде чем стали в неё стрелять. Эти показания были признаны недействительными членами комиссии Тома Брэдли, которые заявили о том, что оценка времени разговора офицеров полиции с Юлией Лав была преувеличением и никаких доказательств, подтверждающих вывод о том, что намерением офицеров в момент выхода из машины было арестовать женщину за нападение с применением оружия предоставлено не было. Тем не менее, в конечном итоге виновные в убийстве Юлии Лав не были привлечены к уголовной ответственности. Том Брэдли подверг критике работу Гейтса на посту шефа департамента полиции Лос-Анджелеса и стал призывать его к отставке, но Гейтс его требования проигнорировал.
Помимо обвинений в расовой дискриминации афроамериканцев, Гейтс в том же году подвергся обвинениям в коррумпированности. Это явилось крупнейшим дисциплинарным расследованием в истории департамента полиции Лос-Анджелеса. Обвинения были основаны на показаниях детектива Дональда Виклунда, ранее работавшим в отделе по борьбе с организованной преступностью, который в 1979 году заявил о том, что высший эшелон управления департамента полиции Лос-Анджелеса был коррумпирован организованной преступностью. Обвинения Виклунда были в первую очередь направлены против заместителя Дэрила Гейтса - Джорджа Н. Бека и ряда других высокопоставленных офицеров, в том числе против младшего брата Дэрила Гейтса - 41-летнего Стивена Гейтса, который являлся капитаном полиции. В июле 1979 года Дэрил Гейтс отстранил своего брата от должности на пять дней за административные проступки после того как стало известно, что Стивен Гейтс поддерживал контакты с представителями криминальной субкультуры Лос-Анджелеса, в частности с 45-летней Нормой Мэри Эшби, которая являлась сутенершей и впоследствии была арестована по обвинению в организации притона для занятия проституцией на территории Северного Голливуда. Гейтс потребовал провести расследование в отношении офицеров полиции, которое завершилось в апреле 1980 года. Расследование было проведено главой отдела специальных расследований округа Лос-Анджелеса Гилбертом Гарсетти, который весной 1980-года заявил, что преступных связей сотрудников полиции  в Северном Голливуде с представителями криминальной субкультуры найдено не было. Джордж Бек, Стивен Гейтс и другие офицеры департамента полиции Лос-Анджелеса были признаны непричастными к этим обвинениям, но были признаны причастными к другим. В ходе расследования  стало известно, что ряд сотрудников полиции Лос-Анджелеса за последние несколько лет арестовали рекордное количество граждан из-за необходимости придерживаться соответствующего плана. В департаменте действовали квоты на арест.  Эта программу ряд сотрудников выполняли не совсем добросовестно, зачастую искусственными мерами, что давало им ряд привилегий, в том числе возможность проводить неполный рабочий день. По итогам расследования Дэрил Гейтс подверг дисциплинарным взысканиям 27 офицеров полиции.
В конце 1979 года Дэрил Гейтс небрежно отозвался о президенте США Джимми Картере. На одной из пресс-конференций, посвященной событиям, происходивших во время Исламской революции в Иране, в ходе которых было захвачено американское посольство и 66 работавших там дипломатов, Гейтс раскритиковал администрацию президента и заявил о том, что если Джимми Картер не в состоянии был спасти  американских заложников в Иране, это с легкостью сделали бы бойцы из его полицейского подразделения «SWAT». Через несколько дней с Гейтсом связались представители администрации Джимми Картера, которые по словам Гейтса посоветовали ему заниматься руководством департамента полиции Лос-Анджелеса. Впоследствии Дэрил Гейтс извинился перед президентом США.

### 1980 - 1982
В 1980 году Гейтсу удалось впервые за несколько лет повысить уровень доверия к полиции со стороны молодежи города после проведения в Лос-Анджелесе концерта группы «Pink Floyd». Организация концерта и его проведение прошли без всплесков насилия и арестов среди фанатов рок-н-ролла, большинство из которых были представителями молодежи. После проведения концерта был зафиксирован рост уровня сотрудничества молодежи города с правоохранительными органами, которые заявили о том, что ранее отказывались от этого  из-за низкого уважения закона и из-за низкого уровня доверия к полиции, обусловленного противоправными действиями сотрудников правоохранительных органов в отношении арестованных и очень низкой правовой защищенности населения, что было зафиксировано на протяжении 1970-х в разных города штата Калифорния. Гейтс вспоминал позднее о том, что на предыдущем концерте группы «Pink Floyd», который состоялся в 1975 году, полиция произвела 511 арестов, во время которых многие арестованные получили травмы различной степени тяжести, после чего департамент полиции Лос-Анджелеса был обвинен в проявлении чрезмерного насилия, а среди представителей молодежи Лос-Анджелеса распространилось негативное общественное мнение о том, что  полиция Лос-Анджелеса не любит рок-н-ролл и относится предвзято к фанатам и представителям различных молодёжных субкультур.
В конце 1980 года Гейтс для улучшения эффективности работы полицейских во время арестов утвердил принятие на вооружение сотрудников департамента  электрошокеров и гранат со слезоточивым газом, которые помогали обезвредить преступника, избавляя сотрудника полиции от всех возможных проблем, связанных с применением огнестрельного оружия. Это был один из первых случаев в истории правоохранительных органов США, когда эти устройства вошли в список стандартной амуниции полицейских, используемых в первую очередь для усмирения невменяемых людей, находящихся в состоянии опьянения с минимальным риском для подозреваемых и  офицеров, производящих арест. Впоследствии практика применения электрошокера дала успех при задержании лиц, находившимися под воздействием наркотических средств, таких «фенциклидин» , так как будучи в состоянии наркотического опьянения правонарушители демонстрировали невосприимчивость к боли и сверхчеловеческую силу, благодаря чему во время их арестов сотрудники полиции зачастую получали травмы.
В октябре 1980 года Гейтс вошёл в конфронтацию с президентом Олимпийского комитета США Питером Уоберротом и членами городского совета Лос-Анджелеса после того как потребовал от комитета материальных средств для создания антитеррористического подразделения в департаменте полиции Лос-Анджелеса и расширения отдела по сбору разведданных. Дэрил Гейтс настаивал на том, что такие преобразования в департаменте необходимы для того, чтобы обеспечить безопасность  в период проведения Олимпийских игр 1984 года, которые должны были состояться в Лос-Анджелесе. Гейтс утверждал, что из-за нехватки кадров в отделе по сбору разведданных, департамент полиции города не смог предотвратить взрыв, которые прогремел в начале октября в районе Голливуда из-за конфликта между представителями турецкой и армянской диаспор. Питер Уоберрот согласился выделить  из бюджета лишь часть той суммы, которую запрашивал Гейтс, чем вызвал его критику. Сторонники Дэрила Гейтса утверждали что общие затраты на безопасность летних Олимпийских игр 1976 года в Монреале были оценены принимающим комитетом в 120 миллионов долларов, часть из которых была потрачена  на сбор полицейской разведывательной информации.
В конце 1980 года распространились слухи о том, что Дэрил Гейтс собирается подать в отставку и выставить свою кандидатуру на пост мэра Лос-Анджелеса из-за нехватки кадров и роста уровня преступности в городе, однако в январе 1981 года Дэрил Гейтс это опровергнул. Он признал, что среди сотрудников департамента полиции ощущается падение морального духа из-за нехватки кадров и роста уровня преступности, но заявил о том, что не собирается подавать в отставку.  Гейтс отмечал, что в 1975 году в Департаменте полиции Лос-Анджелеса насчитывалось 7 500 офицеров, а по состоянию на январь 1981 года таковых было  менее 6 600 человек по сравнению с 25 000 офицеров полиции в Нью-Йорке и 18 000 офицеров полиции в Чикаго. В этот же период в городе ежегодно совершалось от 10 000 до 15 000 преступлений, был зафиксирован рост числа убийств на 60 процентов, рост числа совершения ограблений на 25 процентов. Гейтс заявил, что из-за нехватки кадров и большого объёма работы наблюдается общее снижение эффективности работы полиции в целом, вследствие чего только самые серьёзные преступления, вызвавшие общественный резонанс расследуются с тщательностью, как несколько лет назад, а процент раскрываемости других преступлений  значительно ниже. Частично вину за подобное положение вещей Дэрил Гейтс возложил на мэра Тома Брэдли, заявив что утвержденные им новые увеличенные стандарты для найма на работу в полицию женщин, чернокожих и латиноамериканцев стали причиной сбоя падения численности сотрудников полиции и сбоя в приеме на работу в период с 1979 года по начало 1981 года, так как профессиональная подготовка лиц из вышеуказанных категорий граждан была намного ниже чем у белых по мнению Гейтса.
Очередной виток борьбы с преступностью в городе был связан с массовым убийством  членов организованной преступной группы в Лос-Анджелесе, известной как банда с авеню Уондерленд, вовлеченной в наркоторговлю кокаином в штате Калифорния в конце 1970-х — начале 1980-х и ответственной за совершение ряда краж, вымогательств и других преступлений. Штаб-квартира преступной группы находилась в доме, расположенном на авеню Уондерденд, которая является частью бульвара Лорел Каньон. Неподалёку от места преступления был расположен дом тогдашнего губернатора Калифорнии Эда Брауна, вследствие чего это массовое убийство широко освещалось в СМИ и по степени огласки стало одним из самых известных убийств, совершенных на территории Лос-Анджелеса. Дэрил Гейтс был вынужден взять ход расследования под свой личный контроль. В декабре того же года  был арестован на территории  штата Флорида бывший порноактер Джон Холмс, который был экстрадирован обратно в Калифорнию, где 9 декабря 1981 года ему были предъявлены обвинения в совершении 4 убийств.

### 1982 - 1984
В 1982 году Гейтс позволил себе политизированные высказывания о расовой неполноценности афроамериканцев, недопустимые для его должности и снова подвергся критике со стороны Тома Брэдли и афроамериканской общественности. Заявление Гейтса вызвало общественный резонанс, вследствие чего Том Брэдли и представители ряда общественных организаций по защите прав темнокожих в очередной раз потребовали его отставки.  В мае того же года Гейтс обратился к сотрудникам полиции и учебному отделу своего департамента с просьбой определить, являются ли чернокожие люди физически неполноценными и более уязвимыми для травм от удушающих приемов, чем белые люди. Поводом для споров послужили данные о том, что  чернокожие правонарушители оказались более подвержены травмам шеи и во время арестов получали травмы от захватов больше, чем другие люди. Во время интервью журналисту газеты «Los Angeles Times» Гейтс заявил, что у некоторых чернокожих при применении удушающих захватов вследствие физической неполноценности вены или артерии не открываются так быстро после ослабления хватки, как у нормальных людей, что приводит к их гибели или тяжёлым патологиям. На тот момент полиция Лос-Анджелеса использовала два вида удушающих захватов, в ходе применения которых при аресте начиная с 1975 года  погибло 16 человек, 12 из которых были темнокожими. Впоследствии теория Гейтса  не нашла поддержки среди авторитетов в области медицинских исследований. Главный судмедэксперт Нью-Йорка Эллиотт Гросс заявил, что никаких анатомических различий в строении мышечных и кровеносных систем людей чёрной и белой рас не существует. Такое же мнение озвучил доктор Рональд Корнблюм, исполнявший на тот момент обязанности коронера округа Лос-Анджелес. Ряд общественных организаций по защите прав темнокожих обвинил Гейтса в политической целесообразности и расовой дискриминации. Марта Флитвуд, директор проекта по борьбе с насилием между полицией и гражданами в общественной организации «Национальная ассоциация содействия прогрессу цветного населения» осудила Гейтса за его высказывания.  Хосе Де Соса, президент отделения «NAACP» в долине Сан-Фернандо, в свою очередь заявил, что процент темнокожих людей, умерших  от удушающих захватов высок из-за того, что офицеры полиции из-за чувства расовой ненависти  чаще используют подобные удушающие приемы именно против них. В конечном итоге Дэрил Гейтс созвал пресс-конференцию, на которой извинился перед темнокожей общественностью за свои высказывания и запретил один из двух видов удушающих захватов  для применения во время арестов сотрудниками полиции.
Тем не менее, репутация Дэрила Гейтса и полиции Лос-Анджелеса в целом была подорвана в августе 1982 года, после того как стало известно что 31 июля с помощью удушающего захвата во время ареста был убит 23-летний Дональд Рэй Уилсон, который являлся афроамериканцем. По словам офицеров полиции, Уилсон был арестован на территории Южного Лос-Анджелеса в состоянии наркотического опьянения. Во время ареста он оказал сопротивление, по причине чего был закован в наручники и в отношении него был применен удушающий захват. Смерть Уилсона вновь стала причиной общественного резонанса, но по итогам расследования пятеро офицеров полиции были признаны невиновными в чрезмерном применении силы. Были найдены веские доказательства того, что офицеры полиции, несмотря на запрет, применили удушающий захват разумно исходя из соображений личной безопасности, так как согласно показаниям свидетелей, Дональд Уилсон во время задержания пытался столкнуть одного из полицейских через ограждение моста на автостраду. Сестра погибшего впоследствии подала апелляцию, требуя признать результаты расследования недействительными и привлечь виновных в смерти своего брата к уголовной ответственности, но «Апелляционный суд 9-го округа США» в июне 1986 года отказал ей в этом.
В конце 1982 года Гейтс был обвинен в шпионаже после того как было установлено, что офицеры из отдела по борьбе с общественными беспорядками начиная с 1970 года негласно вели наблюдение за более 100 000 жителями Лос-Анджелеса и несколькими десятками общественно-политических организаций. В 1975 году полицейская комиссия узнав о негласном наблюдении приказала департаменту полиции Лос-Анджелеса уничтожить 90 ящиков с досье на 55 000 человек, но они не были уничтожены, а были перемещены  в гараж детектива Джея Пола и в другие места. После их обнаружения, в адрес департамента полиции было подано шесть исков. В ходе расследования было установлено, что полиция Лос-Анджелеса вела наблюдение и собирала на досье на мэра города Тома Брэдли, Линду Валентино, пресс-секретаря организации «Американский союз гражданских свобод в Южной Калифорнии»; Президента «Полицейской комиссии» Стивена Исласа и членов комиссии Рева Тули и Максвелла Гринберга; Бывшего президента «Полицейской комиссии» Стивена Рейнханта, члена городского совета Лос-Анджелеса Зева Ярославского и члена законодательного собрания штата Калифорния - Ричарда Алаторре. Среди организаций, за которыми сотрудники полиции Лос-Анджелеса вели негласное наблюдение были «Американский союз защиты гражданских свобод», партия «Черные пантеры», студенты и преподаватели «Университета штата Калифорния», члены антиядерного движения в США, индейские правозащитные организации, редакторы левых газет, «Унитарные церкви» и её священники, «Коммунистическая партия США», адвокат Ионард Вайнгласс, «Национальная гильдия юристов» и ряд других организаций. В конечном итоге в феврале 1983 года полицейская комиссия приказала Дэрилу Гейтсу распустить подразделение  после обвинений в шпионаже и судебных исков. Гейтс выразил протест, заявив что из соображений национальной безопасности государства полиция вынуждена была время от времени попирать частную жизнь и свободу некоторых людей.
В июле 1983 года Гейтс оказался в эпицентре нового скандала после того, как  он получил в свой адрес очередной шквал критики из-за преступлений, которые были совершены сотрудниками департамента полиции Лос-Анджелеса. Общественный резонанс вызвал арест нескольких офицеров полиции по обвинению  в сексуальных домогательствах к несовершеннолетним девушкам, входивших в группу добровольцев-скаутов-исследователей в одном из отделов полиции. Помимо этого был арестован ряд офицеров полиции, которым было предъявлено обвинение в совершении серии краж со взломом. Несколько сотрудников департамента полиции  были арестованы по обвинению в торговле кокаином. Кроме этого  Дэрил Гейтс был обвинен в том, что офицеры полиции во время арестов злоупотребляют должностными полномочиями, так как согласно выводам одного из расследований, в период с января по июль 1983 года офицерами полиции во время задержаний было убито в два раза больше людей, чем за указанный период времени 1982 года. После ареста двух офицеров полиции  и одного автомеханика  по обвинению в сговоре с целью совершения убийства для получения страхового полиса предполагаемой жертвы, Гейтс был вынужден созвать пресс-конференцию, во время которой признал, что ряд сотрудников департамента тесно общаются с представителями криминальной субкультуры и занимаются криминальной деятельностью, но в то же время сделал попытку убедить общественность в том, что около 6000 офицеров полиции Лос-Анджелеса являются высоко мотивированной и высоко дисциплинированной силой, предназначенной для защиты граждан города.
В сентябре 1983 года Дэрил Гейтс предложил инновацию в борьбе  с наркоторговлей. Он предложил  отказаться от традиционного подхода предупреждения учащихся школ об опасностях употребления запрещенных наркотиков. Вместо этого он предложил варианты альтернатив употреблению наркотиков и совершить попытку научить учащихся принимать правильные решения и сопротивляться давлению сверстников, которые экспериментируют с наркотиками и алкоголем. Гейтс заявил, что надеется собрать пожертвования от деловых и общественных групп, чтобы создать группу офицеров полиции в количестве 40 человек, которые в течение последующих месяцев  начнут читать лекции примерно  перед 35 000 учеников пятых и шестых классов в 50 начальных школах по всему Лос-Анджелесу и перед  280 000 школьников, обучающихся в начальных школах Лос-Анджелеса.  Дэрил Гейтс выразил уверенность в том, что программа по борьбе с наркоторговлей и распространением наркотических средств в Лос-Анджелесе является в свою очередь приоритетной частью борьбы с преступностью в городе. Он утверждал, что ученики младших и средних классов более подвержены влиянию, чем  старшеклассники Лос-Анджелеса, большая часть из которых употребляют наркотические средства во многом благодаря тому, что являются детьми поколения, чья юность и молодость пришлась на 1960-е годы во время расцвета движения «Хиппи» и которые также злоупотребляли различными видами наркотических средств. Программа получила название «Project DARE» (англ. «Drug Abuse Resistance Education») и впоследствии оказалась одним из главных достижений в полицейской карьере Дэрила Гейтса. Она была одобрена  советом по вопросам образования штата Калифорнии из-за успехов департамента полиции Лос-Анджелесе в борьбе против распространения наркотиков в средних школах. Гейтс привел данные, согласно которым, в период с 1974 года по 1983 год, офицеры полиции, действовавшие под прикрытием сумели арестовать и привлечь к уголовной ответственности более 3000 торговцев наркотических средств, которые занимались их сбытом на территориях средних школ Лос-Анджелеса.
В начале 1984 года в преддверии начала Олимпийских игр, в Лос-Анджелесе недалеко от «Мемориального колизея Лос-Анджелеса» - главной спортивной арены для проведения игр - было совершено массовой убийство. 28-летний Тайрон Митчелл 24 февраля 1984 года открыл стрельбу в одной из начальных школ города, в результате чего два человека, в том числе один ребёнок были убиты и 12 человек получили огнестрельные ранения различной степени тяжести, среди которых 11 были детьми. После инцидента Дэрил Гейтс для проведения расследования назначил специальную комиссию. Так как Митчелл имел поведенческие проблемы и его вменяемость подвергалась сомнению, Гейтс поднял волну споров об ужесточении контроля над огнестрельным оружием.
Через несколько месяцев, 58-летний Дэрил Гейтс заявил, что в случае успешной работы полиции города по обеспечению безопасности во время проведения Олимпийских игр подаст в отставку и уйдет из полиции на пенсию. К тому времени, имея стаж около 35 лет работы в полиции, Гейтс имел право уйти на пенсию, размер которой составил бы около 70 000 долларов в год. За день до открытия игр, на территории одного из бульваров Лос-Анджелеса недалеко от расположения одной из олимпийских деревень произошло очередное резонансное преступление, которое едва не привело к крушению работы полиции по обеспечению безопасности. 21-летний Дэниел Ли Янг, страдающий параноидальной шизофренией, осужденный условно за совершение ограблений и находящийся в момент совершения преступления на испытательном сроке, вечером 27 июля 1984 года во время поездки по городу на автомобиле своего брата свернул с дороги на тротуар, на котором в это время было множество людей, среди которых также находились спортсмены. Янг проехал по тротуару несколько сотен метров со скоростью около 35 миль в час, сбив при этом несколько десятков человек. В результате его действий, 3 человека были убиты и 48 получили ранения различной степени тяжести. 42 человека в возрасте от 2 до 45 лет были доставлены в пять  больниц Лос-Анджелеса. На место трагедии прибыли 20 карет скорой помощи, 12 пожарно-спасательных расчетов и сам Дэрил Гейтс, который в своем разговоре с корреспондентами предположил что это преступление было актом мести по отношению к полиции, так как Янг неоднократно подвергался арестам. Сам Дэниел Янг после ареста  заявил о том,  что спланировал инцидент с целью привлечь внимание к тому, что он назвал «большой социальной несправедливостью». Дэниел сообщил полиции, что «Конгресс США» принял закон, обязывающий его жить в условиях крайней нищеты и писать сценарии к фильмам и песни для таких артистов, как Майкл Джексон и Стиви Уандер, за что он ничего не получит. Несмотря на то, что у него было диагностировано психическое заболевание и его вменяемость подвергалась сомнению, судебно-психиатрическая экспертиза признала его полностью вменяемым. В марте 1985 года он был приговорен к 106 годам тюремного заключения.

### Летние Олимпийские игры 1984
Игры Олимпиады проводились с 28 июля по 12 августа 1984 года, в которых принимали участие 11 000 спортсменов. Эти Олимпийские игры организовывались без финансового участия государства и были первыми, принёсшими ощутимую прибыль в размере 223 миллионов долларов. Управление деятельностью Оргкомитета было построено на принципах управления бизнесом частной компании. Количество спонсоров было уменьшено, но были привлечены крупные транснациональные компании, способные извлечь выгоду из использования глобального олимпийского бренда. Прибыльности также способствовало наличие готовой спортивной инфраструктуры и рост доходов от телевизионных трансляций. Несмотря на инцидент с дорожно-транспортным происшествием Дэниела Янга и на то, что  с момента вступления в силу плана по круглосуточной охране трех олимпийских деревень было арестовано около 1000 человек, обеспечение безопасности проведения игр прошло на высшем уровне и стало крупным успехом для сил департамента полиции Лос-Анджелеса, после чего Дэрил Гейтс был признан одной из самых влиятельных  и неоднозначных фигур в городе.
Охрана Олимпийских Игр в Лос-Анджелесе явилось самой крупной военной операцией во время мирного времени в истории США. Помимо полиции Лос-Анджелеса и её сформированного антитеррористического подразделения (ATD), наблюдающих за событиями и жителями города, в обеспечении безопасности кроме полиции Лос-Анджелеса были задействованы  дорожный патруль, ФБР, «Служба гражданства и иммиграции США», подразделения «Береговой охраны США», «Национальная гвардия», Армия США и ряд других правоохранительных органов. Поскольку места соревнований простирались от Санта-Барбары до Сан-Диего, для обеспечения общественного порядка были мобилизованы департаменты полиции местных округов, а также управления безопасности, в составе которых работали подразделения охраны учебных заведений. В общей сложности было задействовано 18 000 сотрудников различных правоохранительных органов. Дэрилу Гейтсу было выделено из городского бюджета 12 миллионов долларов на модернизацию экипировки офицеров полиции. В этот период  полиция Лос-Анджелеса получила современное технологическое оборудование, средства контроля, досмотровые и другие специальные технические средства, в том числе  специальный оптический прицел для контроля и записи подозрительных действий. Приборы ночного видения по цене 4395 долларов за каждый.  Стабилизированные устройства просмотра, которые крепились к биноклям или камерам, увеличивая обзор в два раза. Эти технические средства с успехом использовались военно-морским флотом Великобритании и положительно зарекомендовали себя во время Фолклендской войны.  В качестве нового оружия были приняты на вооружение пистолеты-пулемёты, оснащённые глушителями и робот для обезвреживания бомб стоимостью 61 000 долларов. Помимо этого было обновлено оборудование полицейских вертолётов. Вертолёты были оборудованы усовершенствованными прожекторами и инфракрасными  фильтрами для ночного наблюдения за улицами города, позволяющими полиции обследовать наземную цель так, чтобы никто об этом не догадывался. Несмотря на пререкание с Дэрилом Гейтсом, директор ФБР Уильям Вебстер на время проведения игр увеличил офис ФБР в Лос-Анджелесе, насчитывающий 400 агентов, ещё на 300 агентов и разместил в городе  элитный отряд ФБР, получивший  название «HRT» («Команда спасения заложников»).
В сентябре 1984 года, после окончания соревнований Гейтс заявил во время интервью, что не собирается уходить из полиции и продолжит возглавлять департамент.

### 1984 - 1986
После окончания олимпийских игр, в Лос-Анджелесе был зафиксирован рост уровня преступности, связанный с наркоторговлей. После того как правительство США предприняло меры по перекрытию карибских каналов транспортировки наркотических средств из Колумбии, транзит наркотических  средств  сместился в сторону Центральной Америки и Мексики — вследствие чего к середине 1980-х через Калифорнию стало транспортироваться до 90 % потребляемого в США кокаина. В этот же период небывалую популярность приобрел  среди наркоманов  крэк-кокаин. который вскоре практически полностью заместил собой на рынке кокаин и другие виды наркотиков. Крэк-кокаин впервые начали массово употреблять в Лос-Анджелесе в 1984 году. В период с февраля по июль 1984 года злоупотребление крэком-кокаином и связанное с ним насилие достигли беспрецедентного уровня по всему городу, а к 1985 году крэк-кокаин был доступен в большинстве крупных американских городов. Южный Лос-Анджелес, где эпидемия крэк-кокаина была самой сильной в стране, стал местом многочисленных полицейских рейдов и появления многочисленных ранее неизвестных уличных банд. Жанр рэп-музыки, телешоу и различные фильмы изображали эту часть Лос-Анджелеса как запретную зону и район с очень высоким уровнем насилия, тем самым подрывая репутацию Дэрила Гейтса и полиции Лос-Анджелеса в целом. В октябре 1984 года в Лос-Анджелесе были арестованы родные братья Кевин и Реджинальд Хейли, которые вследствие наркозависимости подозревались в совершении как минимум 8 убийств, около 500 краж со взломом и в совершении как минимум 60 нападений на женщин, сопряженных с изнасилованиями, которые произошли в Лос-Анджелесе в период с 1979 года по 1984 год. Дэрил Гейтс на пресс-конференции в ноябре 1984 года заявил, что это были одни из самых жестоких убийств, совершенных в отношении пожилых женщин в истории Лос-Анджелеса..
Негативные последствия приема наркотиков породили в середине 1980-х  рост уровня насильственных преступлений. Одной из жертв наркомании стал родной сын Дэрила Гейтса. 29-летний Лауэлл Скотт Гейтс был арестован в мае 1985 года в своем доме после совершения ограбления аптеки на территории одного из районов Лос-Анджелеса под названием Хантингтон-Бич. Во время совершения ограбления Лауэлл похитил такие препараты как петидин, гидроморфон и оксикодон, которые являлись аналогами морфина, героина и пользовались популярностью в среде наркоманов Лос-Анджелеса.  После ареста Лауэлла, Дэрил Гейтс во время одного из интервью вынужденно признал, что его 29-летний сын, который проживал от него отдельно вместе со своей матерью и отчимом является наркоманом. Он заявил, что Лауэлл начал употреблять наркотические средства в возрасте 15 лет, после чего бросил школу и начал вести маргинальный образ жизни, неоднократно подвергаясь арестам. Дэрил Гейтс извинился перед общественностью за действия своего сына и заявил что Лауэлл являет собой наглядный пример того, что делает наркотическая зависимость с человеком.
Арест сына никак не повлиял на репутацию Дэрила Гейтса, в связи с тем что в этот же период времени  инновационные методы борьбы с распространением наркотиков давали успешный результат. 19 мая 1985 года подразделениями департамента полиции Лос-Анджелеса был арестован 60-летний колумбийский наркобарон Хайро Сантамария и 21 член его организованной преступной группировки. Агенты «управления по борьбе с наркотиками»  изъяли во время ареста  556 фунтов кокаина, оценочная уличная стоимость которого составляла более 158 миллионов долларов, что явилось крупнейшей партией конфискованного кокаина во время ареста в истории штата Калифорния на тот момент.  Сантамария на тот момент также являлся крупнейшим торговем наркотических средств, когда-либо арестованным в Лос-Анджелесе. На пресс-конференции, посвященной разоблачению этого преступного сообщества, Дэрил Гейтс продемонстрировал изъятые у преступников коробки с кокаином. В декабре 1985 года на территории Майами (штат Флорида) был арестован приемный сын Хайро Сантамарии - 19-летний Фелипе Эванс, по обвинению в совершении убийства 1-й степени после того, как 15-летняя девушка умерла от передозировки кокаина, который распространял в учебном заведении Эванс. После его ареста полицейские чиновники признали тот факт, что распространение наркотических средств остановить не удалось и кокаин стал доступным на территории учебных учреждений США среди старшеклассников и практически полностью вытеснил марихуану, что в свою очередь способствовало распространению наркомании среди несовершеннолетних.
С 28 июня 1984 года по 24 августа 1985 года на территории Лос-Анджелеса произошла серия убийств, сопряженных с изнасилованиями. Преступления получили массовую огласку в СМИ, благодаря чему Дэрил Гейтс вынужден снова был лично возглавить расследование и сформировать целевую группу. Благодаря большому опыту, 31 августа 1985 года полицией Лос-Анджелеса был арестован серийный убийца 25-летний Ричард Рамирес, разоблачение которого произвело общественный резонанс и было признано успехом работы департамента полиции Лос-Анджелеса. Рамирес во время совершения убийств страдал наркотической зависимостью.
В конце 1985 года «Коммунистическая партия США» подала на Дэрила Гейтса в суд. Представители партии обвиняли Гейтса в том, что он в 1980 году спланировал убийство одного из лидеров партии Дэмиена Гарсии, который был убит 22 апреля 1980 года на одной из демонстраций неустановленным человеком. Один из сотрудников полиции утверждал, что он стоял в нескольких футах от Гарсии, когда  его ударили ножом, но убийцу он не видел. В ходе расследования, полиция Лос-Анджелеса заявила, что Гарсия был убит членами одной из банд  во время ссоры между революционерами и бандой, базирующейся в социально-жилищном комплексе под названием «Aliso Village», расположенном в восточной части Лос-Анджелеса. Революционеры, однако, придерживались своей версии расследования и утверждали в своем иске о том,  что Дэрил Гейтс и полиция Лос-Анджелеса спланировали, а затем осуществили убийство. Тем не менее, на предварительных судебных слушаниях, судья Эдвард Рафиди ознакомившись с доводами обвинения и доказательной базой, отклонил иск, так как не нашёл  очевидных доказательств причастности полиции к совершению убийству и возможности проведения судебного процесса.
В середине 1980-х в Лос-Анджелесе действовали несколько уличных банд,  входящих в преступное сообщество «Crips», основанное в 1969 году 15-летним Рэймондом Вашингтоном, лидером уличной банды «Eastside Crips» и 15-летним Стэнли «Туки» Уильямсом, лидером уличной банды «Westside Crips». В 1979 году после смерти Вашингтона и ареста Уильямса, в сообществе «Crips» произошёл раскол, в результате которого оно распалось на слабо связанную сеть отдельных преступных группировок, часто участвующих в открытой войне друг с другом. В начале 1980-х, уличная банда «Rollin 60's Neighborhood Crips» под предводительством её лидера Кита Томаса, стали одной из первых банд, которые стали заниматься наркобизнесом и использовать прибыль от торговли наркотиками для массового вооружения стрелковым оружием и других видов незаконной деятельности. Несмотря на то, что Кит Томас не одобрял употребление наркотиков членами его банды и предостерегал их от чрезмерного проявления насилия, в последующие десятилетия Rollin 60's Neighborhood Crips приняли участие в эскалации конфликта с другими группировками за передел сфер влияния в наркоторговле и заработали репутацию одной из самых жестоких уличных банд в Лос-Анджелесе. 
В разные годы члены банд подвергались аресту и были осуждены за совершение таких преступлений как убийство, нападение с применением огнестрельного и холодного оружия, изнасилования, грабежи, кражи со взломом, угоны автомобилей, незаконная торговля оружием и наркотическими средствами. К 1989 году 459 самых активных членов банды подвергались аресту 3527 раз. Два члена банды Даррен Уильямс и Тайкуан Кокс,  совершили  массовое убийство четверых членов семьи известного игрока в американский футбол Кермита Александера на территории Южного Лос-Анджелеса 31 августа 1984 года.
Летом того же года Дэрил Гейтс предложил очередной инновационный метод борьбы с наркоторговлей. Ссылаясь на результаты работы департамента полиции, Гейтс заявил, что в большинство наркоторговцев в борьбе с полицией выработали определённую тактику действий. Большая часть товара наркотических средств продавалась в твердой форме в зданиях со стальными дверями, оснащенными несколькими замками. В дверях были проделаны щели, через которые торговцы наблюдали за окрестностями, принимали наличные и проталкивали покупателям пакеты с наркотиком. Во время приезда сотрудников правоохранительных органов, полиции требовалось значительное время для того, что преодолеть стальные двери и проникнуть на территорию здания, во время которого наркоторговцы успевали уничтожить товар в кострюлях и чанах, в которых находился расплавленный жир. Вследствие этого зачастую во время задержаний и арестов, большая часть арестованных в виду отсутствия доказательств совершения преступлений впоследствии оказывалась на свободе и продолжала свою криминальную деятельность. Гейтс предложил после получения ордера на обыск, проникать в наркопритоны путем не преодоления входной двери, а путем разрушения части стены тараном с помощью бронетраспортера.  Первое применение бронетранспортера в операции по разолачению группы наркодилеров оказалось неудачным. 6 февраля 1985 года на севере долины Сан-Фернандо Дэрил Гейтс лично возглавил операцию и находился внутри бронетранспортера, однако в ходе рейда полиция обнаружила менее одной десятой грамма кокаина, после чего методы Гейтса вызвали критику. Однако в дальнейшем применение подобной тактики во время рейдов дало успешный результат, вследствие чего тактику протаранивания бронетранспортерами зданий, в которых находятся преступники во время операций по их захвату взяли себе на вооружение полицейские управления всех крупных городов США.
За первые девять месяцев 1985 года полиция Лос-Анджелеса провела обыски в 450 подозрительных домах со стальными дверьми, где велась наркоторговля, арестовав при этом 636 человек и изъяв почти 20 килограмм кокаина, 252 000 долларов наличными и 247 единиц различного оружия. С июня 1984 года по декабрь 1985 года офицеры спецназа помогли детективам из управления по борьбе с наркотиками совершить налет на 68 укрепленных дома, используя бронетранспортер. Позже Гейтс отмечал, что страх преступников перед бронетранспортером, наряду с агрессивными полицейскими рейдами привели к растущей готовности жителей улиц социально-опасных районов  сдавать полиции местных наркоторговцев, благодаря чему что наркоторговля прекращалась а полиции не нужно было использовать бронетранспортер. Это в свою очередь привело к изменению тактики работы наркоторговцев и поиску новых методов борьбы с наркоторговлей, т.к. большинство наркодилеров к началу 1986 года начали продавать наркотические средства из окон автомобилей, грузовиков, номеров мотелей, заброшенных многоквартирных домов и на перекрестках улиц.

### 1986—1988
В августе 1986 года Дэрил Гейтс вступил в конфликт с городским советом Лос-Анджелеса и с главой ФБР Уильямом Уэбстером после того как члены городского совета обратились к нему с предложением заняться расследованием серийных убийств девушек и женщин, которые начались 4 сентября 1983 года, когда по версии следствия была убита первая жертва 25-летняя Лолетта Прево. С тех пор при аналогичных обстоятельствах было убито 16 женщин на территории Лос-Анджелеса. К середине 1986 года расследование убийств практически зашло в тупик. Мэр Том Брэдли обратился к общественности с призывом помочь в разоблачении убийцы. Целевая группа для расследования была сформирована в январе 1986 года. К августу того же года материальные затраты в ходе расследования превысили более 1,5 миллиона долларов. Хотя Дэрил Гейтс сообщил о наличии почти 3000 улик, найденных на местах совершения убийств, впоследствии стало известно, что единственной серьёзной уликой является  отпечаток ладони, найденный на месте обнаружения трупа одной из жертв. Ряд чиновников из администрации Лос-Анджелеса подвергли Дэрила Гейтса критике за неспособность установить личность убийцы и заявили о том, что к делу не были привлечены «лучшие и умнейшие» детективы, так как большая часть из убитых девушек были замечены в занятии проституцией. Дэрил Гейтс пришёл в ярость и заявил, что в ходе расследования полиция приняла все необходимые меры и задействовала лучшие кадры. По словам Гейтса, ряд детективов из целевой группы  работали по 16 часов в день для ускорения процесса поисков подозреваемых. Он заявил, что комментарии, сделанные членами городского совета  вызывают разногласия, контрпродуктивны и деморализуют. Гейтс отметил, что цвет кожи, происхождение, профессия или сексуальная ориентация жертв преступлений никогда не влияли на преданность и приверженность офицеров полиции в деле расследовании убийств. Полиция и СМИ дали серийному убийце прозвище «Южный душитель». Впоследствии было установлено, что все убийства были совершены разными людьми и в Лос-Анджелесе в этот период действовали сразу несколько серийных убийц.
В 1986 году был зафиксирован рост уровня преступности  на территории печально известного района Лос-Анджелеса под названием «Скид Роу»,  где на протяжении нескольких десятилетий обосновалась социальная группа бездомных, представители которых подвержены большой виктимности. В период с 4 сентября по 9 октября 1986 года было совершено 10 убийств бездомных, после чего представители департамента полиции Лос-Анджелеса заявили о том, что в районе «Скид Роу» действует серийный убийца. Убийства стали дополнительным бедствием для большого количества бездомных в городе, которое, по оценкам, составляло на тот момент от 35 000 до 50 000 человек. В феврале 1987 года Дэрил Гейтс заявил СМИ о том, что серийным убийцей являлся житель Лос-Анджелеса 26-летний Майкл Плэйер, который по официальной версии следствия застрелился в одном из отелей Лос-Анджелеса 10 октября 1986 года. В ходе расследования его смерти и обыска его апартаментов полицией были обнаружены обувь с пятнами крови и два пистолета 38-го и 22-го калибра. Баллистическая экспертиза впоследствии подтвердила тот факт, что все жертвы были убиты из оружия, принадлежащего Плэйеру. Единственная выжившая жертва Терренс Данн также идентифицировал на предъявленной ему фотографии Плейера как человека, который пытался его убить 9 октября 1986 года. На основании этих фактов полиция возложила ответственность за убийство 10 человек на Майкла Плэйера. Причины самоубийства Плэйера, как и мотивы совершения убийств, так и не были установлены. В январе 1987 года городской совет Лос-Анджелеса открыл свои палаты мэрии в качестве экстренного приюта для бездомных, в дополнение к другим объектам, после того, как четыре бездомных погибли на улицах во время необычного холода. В том же месяце на территории Лос-Анджелеса был арестован ещё один серийный убийца — 24-летний Джозеф Дэнкс, который застрелил шесть бездомных в районе «Корейского квартала» Лос-Анджелеса. Появление двух серийных убийц в течение нескольких месяцев мало что сделали для изменения распорядка и ритма жизни обитателей района «Скид Роу», привыкших к внезапной смерти и насилию. В связи с социально-экономическими проблемами, из-за сокращений субсидий на жильё в федеральном бюджете, в начале 1987 году количество бездомных, проживающих на тротуарах  в районе «Скид Роу» увеличилось и установило рекорд по сравнению с предыдущими годами. В конце мая 1987 года Дэрил Гейтс заявил, что ситуация вышла из-под контроля и лагеря бездомных в центре Лос-Анджелеса представляют  опасность для общества. Гейтс объявил, что все бездомные обязаны в течение 7 дней покинуть улицы района «Скид Роу» на основании муниципальных правил города, запрещающих строительство временного жилья, иначе они будут подвергаться арестам.
Убийства, связанные с уличными бандами, установили рекорд в Лос-Анджелесе в 1987 году, унеся жизни 205 человек по сравнению с 187 жертвами убийств в 1986 году. Дэрил Гейтс и эксперты по молодёжным бандам обвинили взаимосвязь роста уровня преступности с активизацией торговлей наркотиками и широкого использования мощного полуавтоматического оружия, особенно среди членов  уличных банд, состоящих из афроамериканцев. Гейтс и мэр Том Брэдли в январе 1988 года провели пресс-конференцию, на которой обсудили новые меры по борьбе с бандитизмом. В 1987 году сотрудники полиции Лос-Анджелеса изъяли во время арестов в два раза больше оружия, чем в 1986 году. Гейтс отметил, что среди конфискованного оружия было зафиксировано заметное увеличение количества полуавтоматического оружия, в том числе пистолетов-пулемётов «Uzi» и автоматов «АК-47». Большая часть жертв убийств, связанных с уличными бандами, являлась невинными прохожими, жертвами ограблений, а также членами банд подросткового возраста, убитыми в результате стрельбы из проезжавших мимо автомобилей. Благодаря Гейтсу и другим полицейским чиновникам, в конце 1980-х борьба с уличной преступностью стала вестись новыми методами. Том Брэдли и администрация Лос-Анджелеса пытались искоренить уличные банды методом увеличения рабочих мест.
В то же время Гейтс заявил, что несмотря на то, что уличные банды совершили рекордные 205 убийств, общее количество убийств в городе сократилось на 3,4% по сравнению с 1986 годом. В 1987 году было убито 813 мужчин, женщин и детей по сравнению с 842 в предыдущем году. Представитель департамента полиции Лос-Анджелеса коммандер Уильям Бут заявил СМИ о том, что резкий спад на 17,6% числа краж со взломом из жилых и коммерческих помещений стал важным фактором общего снижения уровня преступности. По словам Дэрилла Гейтса, кражи со взломом традиционно являются одними из самых частых совершаемых преступлений в Лос-Анджелесе. В 1987 году на территории города было зарегистрировано 52 912 краж со взломом. Согласно статистике, количество нападений при отягчающих обстоятельствах увеличилось на 3%, а угонов автомобилей — на 1,7%. Угон автомобилей был наиболее частым преступлением, совершаемым в Лос-Анджелесе в 1987 году. Было зарегистрировано 61 676 случаев. Все остальные категории преступлений резко упали. В дополнение к снижению количества убийств на 3,4% и краж со взломом на 17,6%, количество изнасилований снизилось на 7%. По мнению Гейтса и Бута, общий спад уровня преступности стал следствием кадровой политики в департаменте полиции и увеличения числа сотрудников правоохранительных органов. Дэрилу Гейтс удалось нанять более 250 новых офицеров и убедить администрацию Тома Брэдли выделить из городского бюджета 9 миллионов долларов, которые были выплачены офицерам полиции в качестве сверхурочных  для работы в районах с высоким уровнем преступности.
Бут отметил, что после того, как в Лос-Анджелесе в период с 1980 по 1983 год наблюдался общий рост преступности, с 1986 года стал наблюдаться небольшой ежегодный спад. Бут сказал, что в дополнение к увеличению полицейских сил на городских улицах, важную роль в снижении уровня преступности сыграла общественная позиция граждан, у которых повысился уровень доверия к полиции и которые стали чаще сотрудничать с правоохранительными органами и вести наблюдение за гражданами, вызывающими подозрения в совершении преступлений. Также Гейтс привел данные о том, что в борьбе с наркоторговлей департамент полиции Лос-Анджелеса к началу 1988 года добился также определённых успехов. Несмотря на то, что по собственному признанию Гейтса,  наркоманы могут быть связаны с 85% всех совершаемых краж со взломом в городе, специальные операции по борьбе с уличной наркоторговлей в 1987 году были успешны. Он привёл данные о том, что в январе 1987 года во время ареста шестерых колумбийских наркоторговцев в районе Лос-Анджелеса под названием Ван-Найс у них было изъято более 130 килограмм кокаина, оценочная рыночная стоимость которого составила более 44 миллионов долларов, а в 1986 году на территории Лос-Анджелеса  в рамках борьбы с наркоторговлей было изъято наркотических средств на сумму 2,6 миллиарда долларов, в том числе семь тонн кокаина. Тем не менее, несмотря на эти усилия, Гейтс заявил, что в целом, в борьбе с наркоторговлей и территориальными войнами в южно-центральной части Лос-Анджелеса и других районах, охваченных молодёжными бандами прогресс был весьма незначителен и требуются новые меры по борьбе с бандитизмом.
В феврале 1988 года Дэрил Гейтс снова подвергся обвинениям в расовой предвзятости после того, как было совершено убийство белой женщины 27-летней Карен Тосима, которая была застрелена двумя членами одной из афроамериканских банд на территории фешенебельного района Лос-Анджелеса под названием Вествуд, большинство жителей  которого являлись белыми и на территории которого располагался кампус «Калифорнийского университета». Убийство Карен Тосима вызвало волну общественного гнева, благодаря чему департамент полиции Лос-Анджелес усилил количество полицейских патрулей в районе, где было расположено большое количество ресторанов и 10 кинотеатров. Вествуд являлся ярким развлекательным центром Лос-Анджелеса, который еженедельно посещали тысячи жителей города, студентов и туристов. Начиная с 1984 года в районе не было зафиксировано ни одного убийства.  Зев Ярославский, член городского совета предложил награду в размере 25 000 долларов за информацию о преступнике, но через несколько дней отказался от этого после того, как представители организаций по защите прав чернокожих отметили, что городской совет никогда не предлагал денежное вознаграждение за поиск убийц, когда жертвами становились невинные чернокожие женщины или дети. Выражая сожаление по поводу убийства Карен Тосима, борцы за права чернокожих заявили о том, что согласованное внимание полиции и средств массовой информации не уделяется многочисленным убийствам невинных чернокожих жителей города бандами в южно-центральной части Лос-Анджелеса, населенной преимущественно афроамериканцами, имеющими низкий социальный статус. Так в одном случае на детской площадке был застрелен 9-летний темнокожий мальчик в результате стрельбы из проезжающего автомобиля, в котором находились члены одной из уличных банд. 4 февраля того же года 250 темнокожих жителя районов южно-центральных районов Лос-Анджелеса организовали в центре города пикет, на котором обвинили Дэрила Гейтса в ведении политики расовой сегрегации. Жители утверждали, что в южно-центральных районах города самый высокий уровень преступности и нет ничего, что могло бы удержать их детей от попадания в банды. Участники пикета обвинили полицию и администрацию города в том, что в районах, населенными национальными меньшинствами не ведется никакой профилактической работы  по предупреждению правонарушений среди  несовершеннолетних. Дэрил Гейтс  отрицал обвинения в том, что сотрудники департамента полиции уделяют непропорциональное внимание районам города, где проживает белое население города и где уровень преступности чрезвычайно низок. По словам Гейтса, в начале 1988 года, по статистике каждые 100 офицеров полиции из каждых из 150 ежедневно с риском для своей жизни ведут патрулирование в южных и центральных районах Лос-Анджелеса. Он признал, что к 1988 году Лос-Анджелес практически стал столицей преступных группировок страны. Филиалы таких соперничающих Лос-анджелесских уличных банд, как «Crips» и «Bloods», возникли в таких городах как Сиэтл (штат Вашингтон), Портленд (штат Орегон), Сакраменто, Феникс (штат Аризона), Денвер (штат Колорадо), Талса и на территории других городов США.  В рамках борьбы с уличной преступностью, городской прокурор Лос-Анджелеса Джеймс К. Хан  обратился в «Верховный суд США»  с ходатайством о вынесении судебного постановления в отношении жителей одного из районов Лос-Анджелеса, представители которого предположительно являлись членами одной из банд под названием «Playboy Gangster Crips». Хан требовал о запрете собираться им группами по двое и более человек на улицах и в общественных местах и оставаться на улицах более пять минут. Также он требовал запретить гражданам, которые подозреваются в том, что являются членами банд — выходить из дома с 19:00 до 7:00, за исключением посещения рабочих мест. Однако «Верховный суд США» отклонил его ходатайство как неконституционное.
В 1988 году полиции Лос-Анджелеса удалось снизить активность банд на юге в центральной части Лос-Анджелеса. Гейтс распорядился чтобы по пятницам и субботам, когда наблюдался наибольшая активность банд, увеличить численность патрульных полицейских расчётов до 1000 человек  в тех районах, где велись перестрелки и молодые члены банд открыто торговали крэк-кокаином. На тот момент на территории округа Лос-Анджелес насчитывалось около 600 банд, численность которых составляла около 70 000 человек, а Лос-Анджелес был признан  столицей преступных группировок страны. Большинство банд были представлены афроамериканцами и латиноамериканцами, но в городе также орудовали банды,  представители которых были азиатского и самоанского происхождения. Дэрил Гейтс в 1988 году заявил в одном из интервью, что особой жестокостью отличались члены афроамериканских банд, численность которых составляла около 25 000 членов, большинство из которых были вооружены автоматическим оружием. По словам Гейтса,  эти банды стали основными распространителями крэка-кокаина на западе США.  Гейтс заявил, что одной из причин роста преступности является неблагополучная социально-экономическая обстановка в пригородах Лос-Анджелеса, в районах заселенными преимущественно темнокожими и латиноамериканцами, которые относятся к беднейшим в стране, с доходом на душу населения, согласно последним данным, около 5500 долларов, что составляет примерно треть среднего показателя по штату Калифорния. По словам Дэрила Гейтса, из-за бедности и прибыли от торговли наркотических средств, зачастую участие в бандах поощрялось жителями районов и родственниками самих членов банд, так как большинство из них зависели от своих сыновей-подростков, которые могли зарабатывать на наркоторговле несколько тысяч долларов в неделю, чтобы оплачивать счета. Гейтс был сторонником внедрения бывших членов уличных банд в полицию Лос-Анджелеса в качестве уличных осведомителей с целью урегулирования конфликтов между бандами и настаивал на том, что поражение в борьбе против уличной преступности будут иметь последствия в виде демографического кризиса, так как новое поколение растет в этике быстрого обогащения и быстрой смерти.
В марте 1988 года был проведен социологический опрос жителей Лос-Анджелеса, в результате чего было установлено, что большинство жителей города одобряют то, как Дэрил Гейтс выполнял свои обязанности и выражали благодарность департаменту полиции. Имидж Гейтса как шефа полиции и его департамента значительно улучшился к концу 1980-х годов. Он стал влиятельной фигурой в городе и пользовался популярностью даже среди этнических групп, даже несмотря на то, что все большее число их становилось жертвами преступлений. Социологическое исследование показало, что в период с 1983 года по 1988 год 42% всех семей, проживающих в Лос-Анджелесе, стали жертвами преступлений. В 1979 году, когда был проведен аналогичный опрос, 34% семей заявили о том, что они были жертвами преступлений в период с 1974 года по 1979 год. Каждый пятый опрошенный житель утверждал, что он или его ближайшие родственники, проживающие на территории Лос-Анджелеса, подвергались краже со взломом за последние пять лет; каждый десятый заявил о том, что он или его  родственники становились жертвами ограблений. Почти каждый пятый опрошенный также выражал неуверенность в способности Департамента полиции защитить их от преступников. Пятнадцать процентов опрошенных жителей утверждали о том, что чувствуют себя небезопасно в своих домах в ночное время суток. Тем не менее, 74% опрошенных заявили, что одобряют то, как полиция выполняет свою работу. Опрос, проведённый в 1979 году, показал, что только около половины жителей Лос-Анджелеса на тот момент поддерживали Дэрила Гейтса. С тех пор это число выросло до 61%, особенно значительно увеличилась поддержка чернокожих жителей. В 1979 году только лишь 46% латиноамериканцев и 31% чернокожих респондентов выражали поддержку усилиям сотрудников Департамента полиции, в то время как в 1988 году доля латиноамериканцев и темнокожих, поддерживающих Гейтса и работу департамента полиции выросла до 80 и 64 процентов соответственно.

### Операция «Молот»
На фоне определённых успехов, в начале 1988 года Дэрил Гейтс совместно с рядом своих помощников разработал операцию под названием «Молот» (англ. «Hammer») с целью подавить бандитизм в Лос-Анджелесе. В рамках операции, крупные силы департамента полиции Лос-Анджелеса с 26 февраля на протяжении четырёх дня  проводили облавы против подозреваемых в членстве в уличных бандах, арестовав или предъявив обвинения более 1600 человек, конфисковав 28 единиц оружия и 263 автомобиля. Аналогичная зачистка была проведена в через несколько дней. Аресты и задержания проводились сотрудниками правоохранительных органов с применением силы и насилия. В число подозреваемых попадали любые люди, чья одежда соответствовала цвету, используемому той или иной уличной бандой, кто показывал определённые знаки руками проезжающим автомобилям или стоял в отчетливой сутулой позе. По словам Гейтса, агрессивный характер зачисток был направлен на то, чтобы члены банды ощущали дискомфорт и постоянное психологическое напряжение.  Операция «Молот» вызвала неоднозначную реакцию общественности, так как ряд арестованных не принадлежал к уличным бандам, а многие аресты проводились в связи с подозрением в совершении мелких правонарушений, не связанных с наркоторговлей. После арестов, Дэрил Гейтс созвал пресс-конференцию, на которой заявил, что после арестов активность уличных банд заметно снизилась  и в Южном Лос-Анджелесе не было совершено ни одного убийства с момента начала операции. С учётом того, что количество жертв, связанных с убийствами совершенными уличными бандами  значительно превышало показатели 1987 года в течение первых двух месяцев года, это, несомненно было значительным успехом полиции в борьбе против преступности. Однако Гейтс не смог доказать, что это было связано с тактикой полиции и не являлось стечением обстоятельств. Также этот успех несколько обесценивался тем фактом, что представители департамента полиции заявляли о том, что практически каждая уличная банда занимается продажей наркотиков, но во время 563 арестов, произведенных было изъято всего лишь около трех унций кокаина, два фунта марихуаны и около 9000 долларов наличными. Особый акцент Гейтс делал на конфискации транспортных средств у арестованных, так как согласно этой тактике, члены банды становятся менее мобильными и неспособными на совершение преступлений связанных со стрельбой из проезжающего автомобиля. Согласно кодексу об административным правонарушениям, транспортное средство изъятое во время ареста могло быть возвращено владельцу после того, как он мог предъявить водительские права и свидетельство о праве собственности — то, чего, по словам полиции, не было у большинства членов банды. На вопрос журналистов о том, как внезапные аресты сотен дополнительных подозреваемых повлияют на переполненную окружную тюрьму Лос-Анджелеса «Los Angeles County Jail»,  Гейтс ответил: «Меня не волнует, достаточно ли места в тюрьме.  (англ. “I don't care if there's enough room in the jail.).
В июле 1988 года Гейтс столкнулся с критикой в свой адрес со стороны жителей долины Сан-Фернандо, которые обвинили Гейтса в дискриминации жителей по социальным признакам. По словам жителей, департамент полиции демонстрировал различное обращение с жителями города или различными социальными группами. Согласно исследованию, опубликованному в начале того года, полиция медленнее реагировала на вызовы службы экстренной помощи в южно-центральной части Лос-Анджелеса, чем в более богатых районах города. Жители районов долины Сан-Фернандо утверждали, что время приезда полиции на вызов достигает от нескольких десятков минут до нескольких часов, вследствие чего многие жители долины нанимают частные охранные фирмы в качестве «второй полиции». Гейтс в свою очередь заявил, что время приезда полиции на вызов никак не регламентировано и зависит от ряда объективных причин. Он утверждал, что около 1500 офицеров полиции ежедневно несут службу на улицах долины Сан-Фернандо, а среднее  время приезда полиции в 1988 году составило 8.5 минут, что ненамного больше, чем в среднем по всем остальным районам города - 8.1 минуты, но лучше, чем 8.8 минут, зарегистрированных  в 1987 году. Исследование о медленном реагировании на вызовы службы экстренной помощи в южно-центральной части Лос-Анджелесатом по словам Гейтса было основано на устаревших данных. В подтверждение своих доводов, он привел данные, свидетельствующие об успешной работе департамента в борьбе с уличной преступностью и наркоторговлей. Гейтс заявил, за последние четыре месяца 1988 года было арестовано 18 000 человек, около 9 000 из которых были связаны с уличными бандами. По его словам, около 16 000 арестов были произведены офицерами в форме, и в 78% этих случаев были возбуждены уголовные дела. По его словам, из оставшихся 2000 арестов, большинство из которых были произведены сотрудниками отдела по борьбе с наркотиками под прикрытием в штатском, около 95% закончились уголовными обвинениями. Аресты подорвали активность уличных банд. Дэрил Гейтс утверждал, что часть из уличных банд, которые имели слабую организационную структуру и планирование распались, а многие их члены прекратили заниматься наркоторговлей и покинули Лос-Анджелес.
Тем не менее, Дэрилу Гейтсу не удалось сохранить репутацию, так как через несколько дней она была в очередной раз была подорвана и его противники снова стали требовать его отставки после того, когда 1 августа 1988 года полиция провела неудачный рейд на два многоквартирных дома, расположенных на углу 39-й улицы и Далтон-авеню в юго-западной части Лос-Анджелеса. Домовладельцы зданий незадолго до этого заявили в полицию о том, что члены ряда уличных банд, торгующих наркотиками, захватили их улицу, продавая крэк-кокаин в квартирах здания и на улице возле него. Целью рейда был арест членов банд, изъятие крупный партий наркотических средств, которое должно было стать своеобразным посланием преступникам, связанным с уличными бандами. Однако рейд окончился крупной неудачей. В результате облавы, офицеры полиции разрушили несколько квартир и задержали несколько десятков человек. Однако никому из них не было предъявлено обвинение в совершении преступлений, связанных с наркоторговлей. В ходе рейда, в результате обысков сотрудники правоохранительных органов разрушали в квартирах арестованных мебель и другие различные предметы интерьера квартир, но это не принесло успеха, так как было изъято менее шести унций марихуаны и менее унции кокаина. Дэрила Гейтса и полицию обвиняли в проявлении чрезмерного насилия, так как многие из задержанных во время ареста были избиты и получили травмы различной степени тяжести. Зданию был нанесен материальный ущерб, вследствие чего несколько семей вынуждены были покинуть свои квартиры. Несмотря на то, что Дэрил Гейтс отрицал тот факт, что в ходе рейда обозначились проблемы служебной дисциплины в недрах департамента полиции Лос-Анджелеса, ряд полицейских, принимавших участие в облавах впоследствии это подтвердили. По словам офицеров полиции, одной из групп командовал капитан  Эльфмонт, проработавший в полиции на тот момент всего пять месяцев. Эльфмонт перед рейдом приказал своим подчиненным во время штурма здания устроить погром в квартирах подозреваемых и сделать их непригодными для жизни. Сам Эльфмонт это отрицал. Согласно свидетельствам других участников рейда, одним из самых активных участников рейда был офицер полиции Тодд Пэррик, сын офицера полиции Лос-Анджелеса и правнук заместителя шерифа округа Лос-Анджелес. Будучи бывшим солдатом, Пэррик во время облавы демострировал девиантное поведение. Нарушив служебную дисциплину, он вышел из-под контроля своих непосредственных начальников и вооружившись топором размахивал им с такой силой, разбивая мебель и стены, что ряд из его сослуживцев покинули квартиру боясь, что он навредит себе или кому-то ещё. Сам Пэррик впоследствии это подтвердил, заявив что во время облавы находился в состоянии гнева и испытывал проблемы с самоконтролем. Он также подтвердил проблемы со служебной дисциплиной в полиции. Согласно его свидетельствам, многие офицеры полиции во время рейда были замечены в чрезмерном применении силы и спецсредств при задержаниях и злоупотребляли своими полномочиями, но их непосредственные начальники проявили полную халатность при исполнении своих обязанностей и не предпринимали никаких действий для того, чтобы наладить дисциплину в отделениях и соблюдение норм. Однако сотрудники отдела по борьбе с наркотиками заявили, что этот действия полиции во время рейда был стандартным методом работы, так как в ходе штурма любого места в поисках наркотических средств тщательно проводился обыск с разрушением мебели, автомобилей и даже стен здания. Серия нарушений гражданских прав в присутствии сотрудников полиции, совершенных сотрудниками полиции, санкционированных офицерами командного уровня вызвала общественный резонанс в городе и серьёзно подорвала уровень доверия населения Лос-Анджелеса к полиции. В конечном итоге никто из офицеров полиции не взял на себя ответственность за совершение нарушений гражданских прав арестованных, благодаря чему Дэрил Гейтс был подвергнут критике. Противники Гейтса обвиняли его в том, что из-за проблем с дисциплиной и низкого контроля руководства департамента полиции над подчиненными, полиция Лос-Анджелеса действовала так, как будто вина  за любые преступные действия во время исполнения служебных обязанностей не могла быть ей предъявлена. Полицейская комиссия по указу мэра города провела расследование, в ходе которого два офицера были уволены из полиции, а 25 были отстранены от работы на некоторый период времени без сохранения заработной платы. Никому из офицеров полиции не было предъявлено ни одного обвинения, так как по словам членов комиссии, все участники рейда придерживались т.н. «кодекса молчания» и отказались от дачи показаний друг против друга. Впоследствии трем офицерам полиции были предъявлены обвинения в мелком вандализме, но они были оправданы. Результаты расследования были подвергнуты сомнению администрацией Лос-Анджелеса, благодаря чему мэр Том Брэдли и члены городского совета выразили серьёзные сомнения в эффективности полицейской комиссии в обеспечении гражданского надзора за работой департамента полиции Лос-Анджелеса. Администрация Лос-Анджелеса в последующие месяцы выплатила 50 жителям квартир, домовладельцам и неправомерно задержанным сумму в размере 4 миллионов долларов в качестве компенсации ущерба во внесудебном порядке.

### 1989 - 1991
В январе 1989 года на территории пригорода Лос-Анджелеса под названием Стоктон произошло массовое убийство. 25-летний Патрик Перди устроил стрельбу по детям в начальной школе «Cleveland Elementary School», в результате которой 5 детей было убито, а 32 человека было ранено. Перди покончил жизнь самоубийством, выстрелив себе в голову. В качестве орудия убийства он использовал автомат АК-47. После этого сенатор конгресса США Говард Метценбаум  составил законопроект, запрещающий свободную продажу гражданам США полуавтоматического оружия и штурмовых винтовок. Согласно законопроекту, существующее штурмовое оружие, которое, по оценкам некоторых групп контроля над огнестрельным оружием, может насчитывать 500 000 единиц, будет подпадать под те же строгие правила и регламенты, которые сейчас распространяются на свободную продажу гражданам США пулемётов. Покупатели автоматов должны проходить тщательную проверку биографических данных на предмет арестов или осуждений, после чего правоохранительные органы США должны провести тщательную работу с покупателями, с целью найти доказательства того, что оружие не приобретается для совершения преступлений. Позицию сенатора поддержал Дэрил Гейтс, который через несколько дней был приглашен в конгресс для обсуждения законопроекта. 10 февраля 1989 года Дэрил Гейтс призвал сенаторов утвердить законопроект о запрете и обрушился на них целым арсеналом жестких речей, осыпая своих критиков резкими предупреждениями об опасности владения оружием такого рода. Будучи консерватором, Гейтс вступил в спор с сенаторами от «Республиканской партии США», которые выражали сомнения по поводу его предложений и был поддержан сенаторами от «Демократической партии США». Излагая свои доводы, Гейтс ссылался на поддержку руководства  национальной стрелковой ассоциации, которое также пришло к выводу, что автоматы и штурмовые винтовки должны быть изъяты из свободной продажи. Во время своей речи, Гейтс использовал резкие комментарии, которые вызвали возмущения в конгрессе. Так Гейтс заявил, что без новых ограничений на продажу  автоматического оружия, которым вооружаются уличные банды, он будет добиваться разрешения вооружить всех сотрудников депаратмента полиции Лос-Анджелеса подобным оружием, иначе США превратится в число слабых по уровню развития стран, наподобие Колумбии. Сенатор Арлен Спектер, представитель штата Пенсильвании, бывший окружной прокурор Филадельфии, выступил против предложения Гейтса, предположив альтернативные методы борьбы с уличной преступностью, такие как изменение в уголовном кодексе штата Калифорния правил и положений, регламентирующих уголовное судопроизводство и вынесение жестких уголовных наказаний за совершение преступлений, связанных с применением насилия, однако Дэрил Гейтс в свою очередь подверг его предложение критике. Дэрил Гетйс привел данные полицейского расследования, по результатм которого было установлено, что по состоянию на начало 1989 года от желающих приобрести полуавтоматическое оружие просто требуется предъявить удостоверение личности и заполнить форму о том, что они не являются осужденными преступниками, нелегалами или лицами, страдающими  психическими заболеваниями. Федеральный закон не требует проверки биографических данных потенциальных покупателей, и только в трех из пятидесяти штатов  США установлены периоды ожидания для лиц, желающих купить штурмовые винтовки.
Через несколько дней ряд общественных организаций по защите прав чернокожих обратились с жалобами к президенту полицейской комиссии Роберту Талкотту о том, что полиция потерпела неудачу в расследовании серийных убийств проституток, которые начались в 1983 году и Дэрил Гейтс умышленно поставил под угрозу жизнь  чернокожих женщин, проживающих в южной части Лос-Анджеолеса, так как запретил пресс-службе департамента полиции предать гласности обстоятельства расследования и информацию о жертвах убийств. Согласно результатам исследования, проведенного сотрудниками правозащитных организаций, по меньшей мере девять женщин за последние три года были убиты на улицах Южного Лос-Анджелеса. Гейтс в очередной раз был вынужден ответить на критику в свой адрес и убедить общественность в том, что следователи по расследованию убийств не учитывают цвет кожи, род занятий или образ жизни жертвы при принятии решения о том, как расследовать уголовное дело. Отказ депаратмента предать гласности текущий статус расследования по его словам был связан с возможностью поставить под угрозу само расследование и спугнуть подозреваемых в совершении убийств. Президент полицейской комиссии Роберт Талкотт заявил, что комиссия рассмотрит жалобы, но не стал давать по поводу позиции Гейтса никаких комментариев.
Однако уже 26 февраля Дэрил Гейтс созвал пресс-конференцию, на которой заявил, что подозреваемым в совершении серийных убийств является 40-летний Рикки Росс, который работал офицером полиции в отделе по борьбе с наркотиками на протяжении 18 лет. Арест полицейского, подозреваемого в совершении убийств вызвал очередной общественный резонанс и сказался ещё одним серьёзным ударом по репутации Дэрила Гейтса и в целом для полиции, который имел для Гейтса печальные последствия. На пресс-конференции Гейтс заявил, что Росс была арестован поздно ночью 23 февраля полицейскими, патрулировавшими южно-центральные районы Лос-Анджелеса. Он находился в арендованной им машине с отсутствующими автомобильными номерами, в нетрезвом состоянии, употребляющим кокаин совместно с бездомной женщиной, которая занималась проституцией. При появлении патрульных полицейских, Рикки Росс предпринял попытку скрыться с места, где был припаркован его автомобиль, но попытка окончилась неудачно. Во время ареста, в ходе осмотра полиция обнаружила в салоне его автобомиля пистолет, который был отправлен на проведение криминалистическо-баллистической экспертизы, результаты которой установили, что пистолет был использован в убийстве трех женщин, которые были убиты в Лос-Анджелесе в период с 14 октября по 11 декабря 1988 года.
В марте 1989 года Дэрил Гейтс привлек внимание всей страны к работе департамента полиции Лос-Анджелеса с помощью бывшей первой леди США Нэнси Рейган, которая во время президентства Рональда Рейгана развернула масштабную рекламную кампанию под названием «Просто скажи нет» в рамках возглавляемой США войны с наркоторговлей, направленной на то, чтобы отговорить детей от незаконного употребления  наркотических средств, предлагая различные способы сказать «нет». Во время частной встречи в «Белом доме» Дэрил Гейтс предложил ей посетить в качестве обозревателя несколько полицейских операций по разоблачению наркоторговцев. На тот момент Нэнси Рейган являлась одним из ведущих противников наркомании в стране и Гейтс предложил таким образом сохранить ей свою репутацию борца с наркотиками и привлечь к этой социальной проблеме внимание всей страны, на что она ответила согласием. В начале апреля того же года Дэрил Гейтс пригласил Нэнси Рейган стать свидетелем рейда полицейского спецназа «SWAT» на небольшой, но сильно укрепленный  дом, в ходе которого были арестованы  14 мужчин и женщин по различным обвинениям в хранении наркотиков. Обеспечив высокий уровень безопасности, полицейский рейд массово освещался в СМИ большой группой репортеров и фотографов, все из которых были проинформированы о мероприятии за несколько часов до этого пресс-службой департамента полиции Лос-Анджелеса.
Участие Нэнси Рейган в полицейских операциях департамента полиции Лос-Анджелеса подняло очередную волну гневной критики, которая была направлена в адрес Дэрила Гейтса. Его противники обвиняли его в том, что департамент полиции не имеет успехов в борьбе и с целью несколько компенсировать неудачи попытался через Нэнси Рейган привлечь внимание общественности к этой проблеме, пытаясь таким образом найти поддержку и помощь за пределами Лос-Анджелеса. Дэрил Гейтс в конце апреля того же года созвал очередную пресс-конференцию, на которой рассказал журналистам об успехах полиции Лос-Анджелеса в этом направлении, тем самым развеяв сомнения в своей неспособности контролировать ситуацию с распространением наркотических средств в городе. Гейтс поведал о том, что полиция в ходе очередного рейда арестовала 11 колумбийцев, изъяла почти 600 килограммов кокаина и более 100 000 долларов наличными. На пресс-конференции Гейтс заявил, что это был один из крупнейших арестов наркоторговцев в истории правоохранительных органов Лос-Анджелеса. На пресс-конференции Гейтс заявил, что успех стал следствием двухмесячного расследования, проведенного офицерами по борьбе с наркотиками, которое началось в результате информации, полученной детективами с помощью осведомителей. Дэрил Гейтс отметил, что количество кокаина, изъятого полицией Лос-Анджелеса стало шестым по величине изъятием. Также по его словам, в августе 1987 года полиция Лос-Анджелеса конфисковала более 1 тонны наркотиков в двух местах на территории долины Сан-Фернандо, что считается рекордом в этом районе. Это произошло всего через пять месяцев после того, как полицейское управление Лос-Анджелеса в ходе одного из арестов конфисковало около 960 килограммов кокаина в Лос-Анджелесе. Около 900 килограммов наркотических средств  было изъято в Анахайме полицией Лос-Анджелеса в апреле 1986 года, а почти 800 килограммов кокаина были конфискованы помощниками шерифа округа Лос-Анджелес в ноябре 1987 года. Ещё более 600 килограмм полиция Лос-Анджелеса изъяла на стоянке автомобилей в районе Лос-Анджелеса под названием Северный Голливуд, в декабре 1986 года.
В том же месяце благодаря убеждениям Дэрила Гейтса Конгресс США принял законопроект  запрещающий свободную продажу гражданам США полуавтоматического оружия и штурмовых винтовок военного образца, после чего Ассамблея Калифорнии проголосовала за введение закона на своей территории, благодаря чему Калифорния стала первым штатом, кто запретил продажу, владение или производство полуавтоматического оружия военного образца, нанеся этим самым сокрушительное поражение национальной стрелковой ассоциации.
Продолжая борьбу с наркоторговлей и пытаясь поддерживать свой имидж и имидж полиции в целом на должном уровне, в мае 1989 года Дэрил Гейтс вступил в конфликт с тогдашним губернатором штата Калифорния Джорджем Докмеджяном, который  отказал Дэрилу Гейтсу в просьбе  ввести  антинаркотическую программу «DARE», разработанную по инициативе Гейтса в 1983 году во всех школах, находящихся на территории штата Калифорния. На тот момент проект «DARE» оказался одним из самых эффективных и долгосрочных проектов, который был создан Дэрилом Гейтсом. К 1989 году «DARE» приобрела национальный и международный масштабы. Будучи пилотным проектом, программа  начала свою работу в 1983 году в 50 начальных школах Лос-Анджелеса, после чего стала одной из самых популярных и быстрорастущих программ такого рода в Соединённых Штатах. В 1989 году она была принята в более чем 1100 населенных пунктах на территории 48 штатов США , а также в школах Канады, Австралии, Новой Зеландии. В Лос-Анджелесе по состоянию на 1989 год, программа входила в курс обучения в 352 государственных начальных школ Лос-Анджелеса, а также в 58 средних школах города. Всего же, около 600 000 детей в возрасте от 6 до 18 лет подвергались обучению по программе «DARE» в течение учебного года. Феноменальный рост проекта и увеличение персонала, который занимался разработкой и усовершенствованием программы — от его первоначального подразделения в составе из 10 человек до нынешнего подразделения составом 83 человека, обходился на тот момент в 8 миллионов долларов в год и  являлся результатом агрессивного маркетинга отдела. Не менее важным фактором была репутация руководителей программы «DARE». В разные годы похвалы исходили от студентов, учителей, родителей студентов и политиков, включая президента Джорджа Буша - старшего, который выделил руководство департамента полиции Лос-Анджелеса и отметил крупный успех проекта  в своей недавней речи во время рабочей поездки на территории штата Пенсильвания. Однако в мае 1989 года несмотря на это, губернатор штата Калифорния Джордж Докмеджян отказал Дэрилу Гейтсу в просьбе  ввести программу «DARE» во всех школах, находящихся на территории штата Калифорния. Свое решение Докмеджян аргументировал тем, что проект  не является единственным проектом подобного рода, потому как даже в Лос-Анджелесе проект «DARE» сталкивался с серьёзной конкуренцией со стороны других антинаркотических образовательных программ, прежде всего программы «SANE», которая была разработана департаментом шерифа округа Лос-Анджелес. Докмеджян признал, что согласно результатам ранних  исследований, в течение ряда лет наблюдалось снижение употребления наркотиков среди учащихся школ Лос-Анджелеса, подвергшихся обучению программы  «DARE», но в целом убедительных доказательств того, что «DARE» или любая подобная программа может существенно уменьшить проблемы с наркотиками в стране - найдено не было. Гейтс в свою очередь убеждал, что антинаркотическое просвещение в школах является важнейшим инструментом в ходе борьбы с распространением наркотических средств, так как аресты и изъятия наркотиков с каждым годом возрастают, но потребление наркотиков не уменьшается. Суть обучения по мнению Гейтса должна состоять в том, что дети должны учиться конкретным способам сопротивления давлению сверстников с целью употребления наркотиков. Они должны обучаться базовым традиционным ценностям, повышать собственную самооценку, а общие советы, инструкции и методы сопротивления воздействия должны исходить от людей с реальным жизненным опытом, которых дети будут уважать.
28 сентября 1989 года силами департаментов полиции шести разных городов штата Калифорния был произведен полицейский рейд на одно из складских помещений, которое располагалось в районе Сильмар на территории Лос-Анджелес. В ходе рейда, сотрудниками правоохранительных органов был произведен арест нескольких наркоторговцев, изъята крупная партия наркотических средств и сумма денег. На тот момент это была крупнейшая партия кокаина в истории США, изъятая во время ареста. Вместе с 12 миллионами долларов агенты управления по борьбе с наркотиками обнаружили на территории склада более 19 тонн кокаина. Историческая конфискация наркотиков произошла благодаря наводке неизвестного осведомителя, после чего два федеральных агента управления по борьбе с наркотиками проверили склад на Брэдли-стрит в районе Сильмар, где, по данным властей, велся импортный бизнес по продаже недорогой керамики, картин. Агенты вызвали оперативную группу из 10 детективов по борьбе с наркотиками из департаментов полиции городов Белл, Хантингтон-Парк Мэйвуд и Саут-Гейт, которые специализировались на правонарушениях, совершаемых различными компаниями во время грузоперевозок. После нескольких часов наблюдения, офицеры полиции установили, что здание было арендовано в 1987 году несколькими мужчинами латиноамериканского происхождения, которые не были замечены в проявлении девиантного поведения. Полиция обнаружила рядом со складом несколько пустых картонных коробок, которые подобрали и отнесли в кинологическое подразделение, где специальные собаки по поиску наркотических средств обнаружили в коробках следы кокаина. Через несколько часов, подозрения полиции подтвердились, после того как ими был остановлен  автомобиль, покинувший территорию склада, водитель которого перевозил в нём 30 килограмм кокаина. Так как здание, где располагался склад находилось на территории Лос-Анджелеса, представители департаментов полиции городов Белл, Хантингтон-Парк Мэйвуд и Саут-Гейт связались с Дэрилом Гейтсом, который в ходе изучения и анализа предоставленной ему информации предоставил им в помощь своих сотрудников из отдела по борьбе с наркотиками, группу саперов для проверки здания на наличие взрывных устройств и группу спецназа для охраны склада, пока оперативная группа работала внутри. Несмотря на огромную партию наркотиков, стоимость которой оценивалась в 6 миллиардов долларов и крупную сумму денег, в здании полностью отсутствовала охрана, а для запирания двери склада использовался висячий замок небольшого размера стоимостью 6 долларов. После окончания рейда, Дэрил Гейтс  созвал пресс-конференцию, которая состоялась на том же складе, где вследствие его популярности и известности ему было приковано большое внимание СМИ. Во время пресс-конференции Гейтс рассказал корреспондентам о том, как развивались события во время полицейской операции и заявил о том, что департамент полиции Лос-Анджелеса планирует получить более 2 миллионов долларов из тех 12 миллионов долларов, которые были изъяты у наркоторговцев во время ареста, после чего Гейтс был обвинен в нарушении профессиональной этики шефами департаментов полиции городов Белл, Хантингтон-Парк Мэйвуд и Саут-Гейт. По их мнению участие полиции Лос-Анджелеса в планировании операции по аресту и конфискации партии наркотиков было минимальным и департамент полиции Лос-Анджелеса не имеет права претендовать на 2 миллиона долларов. Они обвиняли Гейтса в том, что он намеренно привлек к своей персоне внимание СМИ и продемонстрировал пренебрежительное отношение к департаментам полиции более мелких городов, не признав их вклад. Дэрил Гейтс не стал вступать в с ними в конфликт и предоставил  защитить честь департамента полиции Лос-Анджелеса коммандеру Уильяму Буту, который в октябре того же года дал интервью корреспондентам сразу нескольких газет. Во время интервью Бут заявил, что Дэрил Гейтс высказался о планах получить 2 миллиона долларов спонтанно. В действительности, администрация Лос-Анджелеса как и в предыдущие годы будет соблюдать формулу, которую  правительство использует для разделения конфискованных денег во время арестов между различными ведомствами правоохранительных органов. Бут отметил, что Гейтс не несёт ответственности за то, кого средства массовой информации предпочитают цитировать или снимать и отверг все претензии на тот счет, что Гейтс пренебрежительно отзывался по отношению к правоохранительным органам мелких городов. По его словам, Гейтс неоднократно хвалил депаратменты полиции других городов и называл рейд успешным примером межведомственного сотрудничества. Бут утверждал, что большая часть этих заявлений Гейтса осталась без внимания СМИ, и ответственность за это несут редакторы печатных изданий, но не Дэрил Гейтс.
В начале 1990 года Дэрил Гейтс заявил о том, что представители администрации президента США Джорджа Буша предложили покинуть ему пост шефа полиции Лос-Анджелеса и занять должность главы ФБР или ЦРУ, но в конечном итоге он отказался и заявил о планах остаться на занимаемой должности как минимум до 1995 года. Во время интервью Гейтс поведал о том, что в ближайшие годы департамент полиции планирует строительство новой академии, расширение существующих полицейских участков, обновление компьютерных систем департамента и внедрение новых судебно-медицинских технологий, таких генетическая дактилоскопия.
В середине 1990 года член городского совета Лос-Анджелеса Майкл Ву  пытался запретить департаменту полиции Лос-Анджелеса сотрудничать с федеральными иммиграционными властями. Поводом послужил инцидент, случившийся в июне того же года, после того как Дэрил Гейтс принял решение передать «Службе иммиграции и натурализации США» 27 нелегальных иммигрантов, которые были заложниками банды контрабандистов и были освобождены сотрудниками полиции в ходе полицейской операции. Майкл Ву заявил, что действия департамента полиции создали «атмосферу страха и недоверия» в сообществе иммигрантов, в котором жертвы и свидетели преступлений неохотно впоследствии сотрудничают с полицией. В своем предложении Ву настаивал на том, что  департамент не должен помогать или сотрудничать с какими-либо подразделениями «Службы иммиграции и натурализации США», если только иммигрант совершит уголовное преступление, связанное с торговлей наркотиками, или если представители «Службы иммиграции и натурализации США» сами не обратятся в полицию за помощью в вручении ордера на обыск или арест. Однако Гейтс опроверг эти предположения и в свою очередь заявил,  что будет выступать против ограничений на сотрудничество между полицией и федеральными иммиграционными властями, так как в противном случае это будет угрожать национальной безопасности США.
5 сентября 1990 года, в день  первой годовщины  войны объявленной наркоторговцам администрацией  президента Буша, Дэрил Гейтс выступил в конгрессе США, где в очередной раз преднамеренно сделал возмутительное заявление, шокировавшее общественность и привлекшее внимание к проблеме. Гейтс заявил, что случайных потребителей наркотиков следует искать и пойманных расстреливать (англ.: «Casual drug users “ought to be taken out and shot»). Обсуждая свой собственный комментарий он заявил, что его резкая оценка преступлений, совершаемых наркозависимыми была направлена на тех, кто принимает наркотические средства на случайной основе, несмотря на незаконность этого действия, в отличие от  наркоманов, страдающих тяжёлой наркотической зависимостью, которыми движет их физическая потребность. Высказывание Гейтса вызвало  неоднозначную реакцию общественности. СМИ напомнили ему о том, что его комментарий напомнил предложение бывшего начальника департамента полиции Лос-Анджелеса Эдварда Дэвиса  подвергать повешению угонщиков самолётов в аэропорту, которое он выдвинул в шутливой форме в 1972 году, но Дэрил Гейтс впоследствии во время одного из порследующих интервью заявил корреспондентам о том, что он в отличие от своего предшественника, не шутит. «Мы на войне, — сказал Гейтс, — и даже случайное употребление наркотиков — это государственная измена» (англ.: We’re in a war, and even casual drug use is treason.)
Окружной прокурор округа Лос-Анджелес Айра Райнер, сторонник применения более строгих уголовных наказаний для случайных потребителей наркотиков, заявил, что в целом согласен с Гейтсом в концепции,  но предположил что он придал своей речи излишнюю образность и выразительность, которая вызвала сильный неоднозначный эмоциональный эффект. Лейтенант полиции Лос-Анджелеса Джордж В. Алиано, который по совместительству являлся президентом организации  «Лига защиты полиции Лос-Анджелеса», заявил, что, сотрудники департамента полиции Лос-Анджелеса в целом согласны с тем, что со случайными потребителями наркотиков следует обращаться более сурово, но по его мнению, комментарии Гейтса были расценены как чрезмерно суровые и отражали отсутствия гуманного отношения к ним. Алиано отметил, что согласно социологическому исследованию, случайными потребителями наркотиков в США являются школьники, студенты, женщины и даже офицеры полиции, чьи родственники также могут злоупотреблять применением наркотических средств и никто не желает, чтобы кто-либо из них был застрелен. Рамона Рипстон, директор Южнокалифорнийского отделения организации «Американский союз защиты гражданских свобод» подвергла речь Гейтса критике, заявив, что его предложенный подход подвергать без суда и следствия расстрелу потребителей наркотиков, в том числе таких лёгких как марихуана, является абсурдным и демонстрирует неуважение ко все судебной системе США. На брифинге ранее в тот же день, посвященном годовщине антинаркотической кампании, президент Буш упомянул явные признаки прогресса в борьбе с наркотиками, но признал тот факт, что борьба далека от завершения. Сенатор Джозеф Р. Байден-младший  совместил похвалы администрации президента за формирование сильного общественного неодобрения употребления наркотиков и похвалы департаментам полиции крупных городов США, в том числе Дэрила Гейтса за вклад в борьбе с распространением наркотических средств, но заявил, что согласно результатам исследований, число граждан США, увлекающихся употреблением наркотических средств еженедельно растет.
На слушаниях в сенате Гейтс заявил, что в борьбе с наркоторговлей было достигнуто несколько достижений, такие как:  прекращение деятельности нескольких наркокартелей на территории Латинской Америки; признаки нехватки поставок кокаина; резкий рост оптовых цен и снижение чистоты; снижение числа госпитализаций, связанных с передозировкой наркотических средств, в отделениях неотложной помощи больниц. Представители администрации президента заявили, что по большинству показателей в 1990 году рост уровня преступлений, связанных с насилием в Соединённых Штатах не ослабевает, а связь между наркотиками и преступностью неоднозначна и сложна. Дэрил Гейтс в свою очередь отметил, что несмотря на то, что большинство  убийств  по всей стране обычно связано с торговлей наркотиками, в последние несколько месяцев  рост числа убийств во многих городах может быть связан, как это ни парадоксально, с сокращением рынка наркотиков — ситуацией, в которой уличные банды и наркодилеры сражаются друг с другом из-за раздел сфер влияния на различных территориях и уменьшения количества клиентов потребителей. Байден, оценивший вклад Гейтса и его депаратмента в борьбе с наркоторговлей, тем не менее подверг критике его высказывание по поводу расстрела наркоманов. Он заявил, что приоритетной задачей в ходе дальнейшей борьбы с распространением наркотических средств является вывод экономик андских стран, выращивающих кокаин, из их наркотической зависимости. Случайных потребителей наркотиков по мнению Байдену следовало подвергать принудительному лечению и уголовной ответственности.
После возвращения в Лос-Анджелес, Дэрил Гейтс дал интервью нескольким СМИ, которым заявил о том, что его высказывание по поводу расстрела наркоманов не было шуткой, несмотря на то, что его собственный сын также страдал наркотической зависимостью. Заявление Гейтса вызвало различную критику со стороны городских властей. Один из давних  противников Дэрила - мэр Том Брэдли заявил о том, что не собирается удостаивать высказывание Гейтса каким-либо замечанием. Другой противник Гейтса, член городского совета Зев Ярославски выразил небывалое возмущение. Он заявил, что Гейтс вероятно сам находился в состоянии наркотического опьянения и обвинил его в нарушении профессиональной этики, отметив что предложения такого рода, поступающие от шефа департамента полиции любого американского города возмутительны и нелепы. Сам Гейтс во время интервью аргументировал свое отношение к наркозависимым тем обстоятельством, что они в борьбе с наркоторговцами стоят на стороне противника, так как спонсируют их материальными средствами и способствуют распространению наркотиков, вследствие чего являются врагами полиции и предателями государства. Он также раскритиковал прессу, особенно газету «Los Angeles Times», за статью о его высказывании про случайных потребителей наркотических средств. Он заявил, что редакторы газеты вырвали из контекста его речи лишь несколько фраз, в результате чего в статье было упомянуто лишь то, что расстрелу должны подвергаться потребители лёгких наркотиков, таких как марихуана, хотя в действительности он делал акцент на потребителей кокаина.
Через несколько дней  газета «Los Angeles Times» назвала Дэрила Гейтса самой влиятельной политической фигурой на территории штата Калифорния, раскритиковав при этом городской совет и мэра Брэдли, так как они не смогли  противостоять Гейтсу, который в конечном итоге довел численность сотрудников в департаменте полиции Лос-Анджелеса до 8100 человек и построил в департаменте укоренившеюся и политически влиятельную иерархию.

### Избиение Родни Кинга и Лос-Анджелесский бунт
В марте 1991 года репутация Дэрила Гейтса была окончательно подорвана после того как житель Лос-Анджелеса по имени Джордж Холидей заснял поздно ночью 3 марта того же года возле своей квартиры на свою видеокамеру момент избиения 25-летнего афроамериканца Родни Глена Кинга офицерами полиции Лос-Анджелеса. Автомобиль Кинга был оставлен сотрудниками полиции по обвинению в превышении скорости. Будучи в состоянии алкогольного и наркотического опьянения Кинг отказался подчиниться требованиям полицейским и оказал сопротивление при аресте, благодаря чему получил  два выстрела из электрошокера марки «Тазер». Несмотря на то, что Кинг после этого потерял способность к сопротивлению, по приказу офицера полиции Стейси Куна, три других офицера полиции нанесли по лежащему на асфальте Кингу в общей сложности 56 ударов дубинкой и несколько ударов с помощью рук и ног, в результате чего Кинг получил перелом лицевой кости, сотрясение мозга, травму коленного сустава, ушибы внутренних органов и множество гематом. Холидей впоследствии  передал пленку местной независимой телевизионной станции «KTLA-TV», расположенной в Лос-Анджелесе, которая передала её в свою очередь сразу нескольким кабельным телеканалам. Двухминутная любительская видеозапись вызвала общественный резонанс в Лос-Анджелесе и возродила обвинения в том, что полицейское управление не смогло противостоять предполагаемой модели жестокости полиции и злоупотреблениям в отношении меньшинств среди своих сотрудников. Видеозапись «взорвала» средства массовой информации, которые на протяжении последующих нескольких дней часто показывали фрагменты этого видео, которое превратилось в одно из самых известных и широко обсуждаемых происшествий подобного рода в США на тот момент. Помимо этого в СМИ попали показания персонала больницы, где оказался Кинг после избиения, которые заявили о том, что полицейские, которые доставили Кинга , открыто шутили и хвастались о количестве ударов, нанесённых ему. Всего на месте происшествия находилось 15 офицеров полиции, ни один из которых не предпринял никаких действий для того, чтобы остановить избиение безоружного человека. Большинство из них заявили о том, что их действия были обусловлены подозрением того, что подозреваемый находился в состоянии наркотического опьянения по действием фенциклидина, однако в крови Кинга его следов впоследствии обнаружено не было. Этот инцидент имел фатальные последствия для департамента полиции Лос-Анджелеса и Дэрила Гейтса. Он был обвинен в расизме, неспособности выполнять свои профессиональные обязанности в деле искоренения практики злоупотребления полицией чрезмерного применения силы, так как этот инцидент был воспринят общественностью как ещё один акт полицейского произвола и насилия.
8 марта Гейтс в срочном порядке созвал пресс-конференцию, где совершил попытку подавить гнев общественности, заявив о том, что будет добиваться привлечения виновных в избиении Родни Кинга к уголовной ответственности и всем им будут предъявлены обвинения. Он признал тот факт, что в деле избиения Кинга было продемонстрировано чрезмерное применение силы и превышение должностных полномочий со стороны сотрудников департамента полиции Лос-Анджелеса  за исключением применения электрошокера, что, по его словам, является общепринятой процедурой во время проведения арестов. Гейтс отверг все обвинения в расизме и проявлении жестокости полиции по отношению к чернокожим и представителями других национальных меньшинств. Мэр Том Брэдли, ряд чиновников и представители различных правозащитных организаций потребовали его отставки, однако Гейтс отказал. Гейтс заявил, что действия сотрудников полиции отчасти были продиктованы ростом числа убийств офицеров полиции во время проведения арестов подозреваемых за последние четыре месяца. Том Брэдли, который не имел полномочий для увольнения Гейтса, встретился  с членами полицейской комиссии, после чего потребовал скорейшего привлечения виновных к ответственности, добавив, что Лос-Анджелес не потерпит такого поведения со стороны своих полицейских. Он заявил, что полицейская комиссия всесторонне изучит практику обучения и надзора в департаменте полиции, а также выявит ли какие-либо прецеденты расовой дискриминации. Дэрил Гейтс во время пресс-конференции похвалил Джорджа Холлидея как гражданина, который решил вмешаться, и публично заверил его, что страхи его жены перед возмездием со стороны полицейских совершенно необоснованны.
По мере того, как видеозапись проигрывалась и повторялась по местному и сетевому телевидению, ФБР, окружная прокуратура округа Лос-Анджелес и отдел внутренних дел департамента полиции Лос-Анджелеса объявили о расследовании. Организации по защите гражданских прав, в том числе «Американский союз гражданских свобод», а также группы поддержки чернокожих и латиноамериканцев присоединились к общественному осуждению, заявив, что правоохранительные органы Лос-Анджелеса практикуют насилие исходя их расовых побуждений. В Вашингтоне Джон Данн, помощник генерального прокурора по гражданским правам, заявил, что расследование ФБР будет проводиться параллельно с расследованием местных властей и что его офис рассмотрит его выводы. Он заявил, что впоследствии будет принято решение о том, следует ли начинать федеральное преследование. Кэрол Хепп, исполнительный директор «Службы помощи адвокатам по делам о неправомерных действиях полиции», после инцидента заявила о том, что её офис получает жалобы от граждан о проявлении насилия и полицейского произвола со стороны полиции на такое поведение еженедельно, хотя судебные преследования сотрудников полиции по-прежнему редки. 31-летний Джордж Холидей и его жена, ставшими свидетелями избиения Родни Кинга, во время интервью заявили, что до того, как офицеры полиции стали избивать Кинга, он был в значительной степени склонен к сотрудничеству с ними и не проявлял никаких признаков агрессии.
Том Брэдли вскоре в четвёртый раз за последние 10 лет предложил внести поправки в устав города, которые позволили бы ему увольнять начальника департамента полиции, заявив что отсутствие полномочий таким образом влиять на полицию делает её шефов безответственными. Трижды избиратели отклоняли предложения мэра  о предоставлении ему таких полномочий. Критики Гейтса заявили, что Гейтс  не может быть смещен мэром или полицейской комиссией, назначаемой мэром, без причины, обычно означающей должностное преступление или отсутствием профессионального мастерства, но даже в этом случае, его увольнение можно было отсрочить на годы с помощью подач апелляций в суды.
15 марта в центре Лос-Анджелеса на территории штаб-квартиры департамента полиции состоялись слушания, организованные полицейской комиссией для сбора публичных показаний об избиении Родни Кинга. Дэрил Гейтс бесстрастно просидел большую часть слушаний, которые длились три с половиной часа. В слушаниях приняли участие около 500 человек, которые обвинили Гейтса в терпимости и в поощрении жестокости со стороны полицейских в отношении чернокожих и латиноамериканцев. Во время слушаний участники призвали Гейтса уйти в отставку, заявили о подрыве доверия населения города к департаменту полиции. На пресс-конференции, посвященной слушаниям, Гейтс заявил, что считает избиение Кинга отклонением от нормы, а не закономерностью в методах работы полиции. Он отклонил призывы к отставке, заявив что не имеет отношения к этому инциденту, который по его субъективному мнению является ничем иным, как ненормальным поступком нескольких плохих офицеров. В тот же день стало известно, что офицерам полиции Лоуренсу Пауэллу, Стейси Куну, Тимоти Винду и Теодор Бризено были предъявлены обвинения и они были арестованы.
Неспособность Гейтса признать свою вину и взять ответственность на себя стала поводом для его критике во всех крупных СМИ, которые обвиняли его в неспособности организовать внутреннюю дисциплину в департаменте, а также в попытке дистанцироваться от этого инцидента. Предъявление обвинений четырём сотрудникам полиции вызвало очередную волну возмущения среди общественности. Противники Гейтса требовали реорганизовать отделы департамента полиции, привлечь к административной ответственности начальников, в чьем непосредственном подчинении находились виновные офицеры полиции и ужесточить дисциплинарные взыскания, как это сделал в 1985 году шеф департамента полиции Нью-Йорка Бенджамин Уорд после того, как аналогичный случай с избиением безоружного человека несколькими офицерами полиции произошёл в Нью-Йорке. Уорд  принял на себя ответственность за произошедший инцидент. В ходе расследования он подверг дисциплинарному взысканию 327 высокопоставленных офицеров и уволил всю цепочку командования, ведущую от штаб-квартиры департамента полиции к начальнику дорожного патруля в полицейском участке, где проходили службу нарушители.
Политически нестабильная ситуация усугубилась в Лос-Анджелесе в конце марта, после того как чиновник мэрии Тома Брэдли, на условиях анонимности, сообщил СМИ о том, что Том Брэдли в сложившейся ситуации в целях политической целесообразности решил усилить давление на Дэрила Гейтса с целью его отставки и сосредоточил на нем общественный гнев и критику в тот момент, когда Гейтс стал в центре внимания после инцидента с Родни Кингом. Давление на шефа Гейтса продолжало нарастать после того как редакторы газеты «Los Angeles Times» снова написали о нём обширную статью, в которой призывали его к отставке. В телефонном опросе, проведенном радиостанцией «KCAL-TV», который был обнародован 20 марта 1991 года, 52 процента респондентов также заявили, что Гейтс должен уйти в отставку. Департамент труда и социальной защиты населения округа Лос-Анджелеса также предоставил резолюцию на основании опроса, призывающую шефа Гейтса уйти в отставку.
Однако губернатор штата Калифорния Пит Уилсон выступил в его защиту, назвав Гейтса  преданным профессионалом, а усилия по его свержению «попыткой линчевания», после чего около 2000 полицейских и курсантов полицейской академии организовали в центре Лос-Анджелеса митинг в поддержку Дэрила, требуя редакторов и генеральных директоров телеканалов прекратить показ видеозаписи с избиением Кинга.
Несмотря на то, что Том Брэдли отрицал тот слух, что он сторонник отставки Дэрила Гейтса, 3 апреля того же года он призвал его к отставке, аргументировав свое предложение тем, что по его субъективному мнению репутация полиции Лос-Анджелеса не может быть восстановлена, пока Дэрил Гейтс находится в центре бури протеста. В интервью Брэдли поведал журналистам о том, он попросил Гейтса проявить необыкновенное мужество и уйти в отставку на благо полиции Лос-Анджелеса и благополучия всего Лос-Анджелеса, однако Гейтс ему снова отказал. Брэдли признал, что после того как Дэрил Гейтс начал кампанию по связям с общественностью с целью своей защиты, их разногласия с ним только расширились. Несмотря на это популярность и известность Дэрила Гейтса от этого только усилились. Его влияние на департамент полиции Лос-Анджелеса возросло. Ряд высокопоставленных чиновников департамента полиции Лос-Анджелеса заявили о том, что авторитет Гейтса слишком высок и он обязан остаться во главе департамента, так как по мнению многих только он в данной сложившейся ситуации сможет внести свой вклад в исправление ситуации и предотвратить подобные случаи в будущем. Рамона Рипстон, исполнительный директор южнокалифорнийского отделения правозащитной организации «Американский союз гражданских свобод заявила», что организация собрала более 20 000 подписей, требующих отставки Гейтса, что стало самой успешной акцией после кампании, призывавшей к импичменту президента Ричарда Никсона.
Несмотря на отказ Гейтса уйти со своего поста, 5 апреля решением полицейской комиссии он временно был отстранён от занимаемой должности на 60 дней с сохранением заработной платы. Однако Дэрил Гейтс совместно со своими адвокатами подал апелляцию с целью восстановления в должности и оспаривания решения полицейской комиссии, так как против него не было выдвинуто никаких обвинений и ничего такого, что могло бы послужить поводом для увольнения или дисциплинарного взыскания.
6 апреля 1991 года в Лос-Анджелесе состоялся антиполицейский марш протеста, который возглавил известный борец за права чернокожих Джесси Джексон. Во главе толпы, состоящей из 2000 человек, Джексон провел марш протестующих в центре Лос-Анджелесе до штаб-квартиры департамента полиции, где протестующие требовали отставки Гейтса и прекращения проявления жестокости правоохранительных органов по отношению к населению города. В этот же период, будучи под давлением общественного гнева, Гейтс подвергся нападкам со стороны Робби Конала, художника из Лос-Анджелеса, который прославился созданием сатирических портретов знаменитостей. Конал нарисовал постер с изображением Гейтса в состоянии боевой готовности, с мишенью, наложенной на его туловище. В нижней части постера Конал написал его скандально-известное изречение, которое он сделал 5 сентября 1990 года, посвященное расстрелу случайных потребителей наркотиков. 8 апреля 1991 года Робби Конал совместно с 20 добровольцами расклеил около 2500 постеров с изображением Гейтса на мусорных баках, стенах зданий на территории таких районов Лос-Анджелеса как Венис, Голливуд, Эрмоса-Бич, Мар-Виста, Силвер-Лейк, Сенчури-Сити, Брентвуд, восточный Лос-Анджелес, южный централ и Даунтаун.
Через четыре дня вердиктом суда решение полицейской комиссии об отстранении от занимаемой должности было аннулировано и он был восстановлен в должности и вернулся к руководству департаментом. Мэр Брэдли неожиданно столкнулся с всплеском противодействия со стороны сторонников  Гейтса, которые заявили, что создадут петицию с призывом к отставке Тома Брэдли, после чего противостояние  Брэдли и Гейтса усилилось.
В мае против Гейтса выступил одни из главных обвиняемых по делу избиения Родни Кинга — сержант Стейси Кун. Он также призвал к отставке Дэрила Гейтса, заявив, что он занят лишь борьбой за сохранение своей должности, пожертвовав при этом имиджем и репутацией департамента полиции. Кун обвинил Гейтса в злоупотреблении уважением к закону, нарушении  профессиональной этики, общественного доверия и нарушении клятв, данных им во время присяги. Комментарий Куна стал первым публичным комментарием, сделанным со стороны четверых сотрудников полиции, обвиняемых в избиении.
Политические позиции Дэрила Гейтса серьёзно укрепились 4 июня того же года, когда большинство городских избирателей во время голосовании одобрили предложение о голосовании, позволяющее городскому совету отменить любое решение полицейской комиссии о вынесении Гейтсу каких-либо обвинений и дисциплинарных взысканий, что сделало факт его увольнения  почти невозможным. После этого Дэрил Гейтс по мнению многих критиков достиг популярности и репутации, которой обладал Эдгар Гувер, легендарный директор ФБР, занимавший эту должность почти 50 лет , который умер на этом посту. Во время службы Гувера, сменилось восемь президентов США, каждый из которых из различных соображений не предпринял никаких попыток сместить его с поста директора ФБР, потому что он стал символом оппозиции преступности и коммунизму, пользовался уважением общественности и конгресса и, как считалось, обладает информацией из засекреченных документов.
В июле 1991 года "Независимая комиссия Полицейского Управления Лос-Анджелеса", более известная как "Комиссия Кристофера" (англ. Christopher Commission), сформированная в апреле 1991 года  мэром Лос-Анджелеса Томом Бредли завершила свое 100-дневное анализирование функционирования департамента полиции Лос-Анджелеса. Комиссия пришла к выводу, что недрах департамента имеется значительное количество офицеров постоянно применяющих силовые методы воздействия к гражданам и игнорирующих внутренние нормативные документы, регламентирующие подобного рода действия. Невозможность контроля действий таких офицеров является корнем проблемы. Документы и факты, проанализированные «Комиссией», были известны департаменту, однако больше всего информации поступило от внешних источников. Неспособность со стороны департамента проанализировать известные факты и сделать соответствующие выводы говорят о нарушениях в системе руководства департамента. Комиссия обнаружила, что только 42 из 2,152 случаев применения силы за период с 1986 по 1990 годы были обоснованы. По окончании расследования, комиссия вынесла рекомендации о проведении ряда реформ в департаменте полиции Лос-Анджелеса, ключевой из которых являлась реформа по изменению порядка и процедуры назначения и снятия шефа департамента полиции Лос-Анджелеса. Комиссия предлагала изменить устав города и предложила проголосовать гражданам Лос-Анджелеса за то, чтобы мэр города имел право назначать и увольнять шефов департамента полиции, срок которого пребывания в должности  может быть ограничен 10 годами, после чего Дэрил Гейтс заявил, что уйдет в отставку в конце 1991 года, если к тому времени  поправки к уставу города, касающиеся срока пребывания главы в должности, будут представлены избирателям и будет назначена дата голосования.
Через несколько дней он изменил свои планы и отсрочил дату своей отставки на апрель 1992 года, пока не будет выбран его преемник. Однако его обещания были подвернуты критике, так как Гейтс был не обязан выполнить свое обещание. Подобные обещания Дэрил Гейтс давал в конце 1970-х, в 1984-м, 1987-м и 1988-м годах, но каждый раз менял свое решение  мог и оставался на своем посту. Этим он вызвал опасения мэра города. Том Брэдли в конце июля заявил, что выбор нового начальника департамента полиции Лос-Анджелеса займет не менее шести месяцев, во время которых будет объявлена вакансия и будет проводиться отбор кандидатов, окончательных список которых в конечном итоге составит от 12 или 15 человек. Брэдли выразил намерение о том, чтобы  уложиться в срок, установленный в апреле с целью отставки Гейтса. В то же время Брэдли и ряд противников Гейтса выразили сомнения в том, что Дэрил Гейтс сдержит свое обещание и покинет свой пост, так как в независимости от принятия поправок в устав города по изменению порядка и процедуры назначения и снятия шефа департамента полиции Лос-Анджелеса, Гейтс может отказаться покидать свой пост, так как на него действия поправок распространяться не будут.
В конце 1991 года был зафиксирован рост уровня преступности и снижения общего уровня раскрываемости преступлений в Лос-Анджелесе. Ряд чиновников департамента полиции Лос-Анджелеса заявили о том, что это стало следствием того, что командная структура занята политикой, распрями, а департамент ожидает неопределённое будущее в связи с отставкой Дэрила Гейтса и отсутствием преемника. Сам Гейтс заявил, что в департаменте полиции замечено падение морального духа среди сотрудников. Столкнувшись со всей неразберихой, некоторые офицеры полиции дистанцировались от выполнения своих прямых служебных обязанностей и перестали обращать внимание на совершение многих правонарушений. Дэрил Гейтс признал, что если будущее департамента полиции полностью не прояснится в ближайшее время, борьба с преступностью в Лос-Анджелесе фактически будет проиграна.
В начале 1992 года в свет вышла автобиография Гейтса под названием «Шеф: Моя жизнь в полиции Лос-Анджелеса» (англ. "Chief: My Life in the LAPD"). Помимо общеизвестных фактов своей биографии, в книге Дэрил Гейтс поведал ряд деталей, которые ранее он никогда публично не разглашал общественности. В автобиографии он выразил свое отвращение к таким политикам, как мэр Том Брэдли, охарактеризовав его как человека, который делает «паршивую работу», также он выразил отвращение к гомосексуалистам, к ряду общественных организаций таких как «Американский союз гражданских свобод» и средствам массовой информации, особенно к газете «The Los Angeles Times». Его комментарии о «Восстании в Уоттсе» отражали взгляды  на текущие социальные проблемы в Лос-Анджелесе, которые по его мнению администрация города в течение десятилетий так и не смогла устранить. В автобиографии Гейтс посвятил много текста своим неудачным отношениям со своим единственным сыном Лауэллом, от которого он отказался после многих лет попыток помочь ему побороть героиновую зависимость. Большую часть своих нынешних проблем Гейтс в книге объяснил заговорами против своей персоны. Например, он нелицеприятно описал своих двух помощников, Дэвида Дотсона и Джесси Брюэра, которые  свидетельствовали против него на заседаниях перед комиссиями, расследовавшими дело об избиении Кинга. Гейтс заявил в книге, что эти люди из-за паники, страха за свое будущее или неприкрытых амбиций оказались готовы уничтожить департамент полиции Лос-Анджелеса, подорвать её боевой дух и бросить тень не только на него, но и на всю организацию. С особой неприязнью он отнесся к редактором газеты «The Los Angeles Times», обвинив их в том, что они являясь «новым поколением полицейских репортеров» были заинтересованы в поиске сенсаций больше, чем в хороших репортажах и способствовали разрушению мораль и боевого духа полицейского управления.
Суд над четырьмя офицерами полиции, обвиненных в избиении Родни Кинга начался в начале 1992 года. 29 апреля того же года суд присяжных вынес всем обвиняемым оправдательный приговор, после чего в Лос-Анджелесе начались массовые беспорядки, более известные как «Лос-Анджелесский бунт». Тысячи темнокожих американцев, в основном мужчин, вышли на улицы Лос-Анджелеса и устроили демонстрации, которые вскоре переросли в погромы. Преступления, совершённые в течение шести дней массовых беспорядков, носили расовую подоплёку. Во время бунта, администрация города объявило военное положение, ввело для жителей комендантский час, были закрыты школы, публичные библиотеки и банки. Дэрил Гейтс и полиция не смогли подавить беспорядки в течение первых дней, после чего на улицы Лос-Анджелеса вышли около 6000 военнослужащих Национальной гвардии, морской пехоты и сухопутных войск За шесть беспорядков в Лос-Анджелесе было зафиксировано 2 383 раненых человек, 11 656 арестов, 5 808 вызовов пожарных. По словам Тома Брэдли, Лос-Анджелесу был нанесен материальный ущерб на сумму около 1 миллиарда долларов. Решение суда и массовые беспорядки в городе получили широкий резонанс в обществе и привели к повторному суду над полицейскими, на котором основным подсудимым был вынесен обвинительный приговор. Эти беспорядки стали самыми массовыми в истории США после «Восстания в Уоттсе» и «Бунта в Детройте» 1967 года. Вечером 29 апреля, когда погромы и поджоги в городе стали нарастать, а кабельные телеканалы транслировали происходящее на улицах в городе по телевидению, Гейтс не предпринял никаких действий и покинул свою штаб-квартиру в центре Лос-Анджелеса на 1.5 часа. Он оказался в районе Брентвуд, где посетил мероприятие посвященное предстоящему голосованию по поводу вносу поправок в устав города, которые ограничили бы его власть и срок полномочий вождя. На мероприятии Гейтс встретился со своими сторонниками и обсудил ряд вопросов. Поведение  Гейтса и медленная реакция полиции на чрезвычайную ситуацию в городе среду стали предметом критики после окончания беспорядков. Дэрил Гейтс впоследствии дал интервью телеканалу «CBS News», в ходе которого заявил, что присутствовал на мероприятии  пять минут или около того, но его слова были опровергнуты сотрудниками департамента полиции и другими участниками мероприятия в Брентвуде, которые заявили о том, что Гейтс находился на мероприятии около 40 минут и отсутствовал на рабочем месте более полутора часов. Впоследствии Гейтс признал, что ему следовало пропустить встречу со своими сторонниками и остаться на своем рабочем месте.
В конце мая Гейтс признался в том, что был шокирован оправдательным вердиктом четырёх обвиняемых по делу избиения Родни Кинга, не меньше, чем большинство людей, следивших за ходом этого судебного процесса. В ходе опроса жителей Лос-Анджелеса, результаты которого были опубликованы в газете «The Los Angeles Times», 81% жителей города заявили о том, что не одобряют работу Дэрила Гейтса на посту шефа полиции Лос-Анджелеса, после чего он заявил о том, что уйдет в отставку через месяц.
Окончательно Дэрил Гейтс вышел в отставку и ушёл из полиции 27 июня 1992 года. В тот же день в срочном порядке городские власти привели к присяге Уилли Л. Уильямса, бывшего шефа департамента полиции Филадельфии, который стал новым шефом департамента полиции Лос-Анджелеса и первым его чернокожим шефом. Давний противник Гейтса, мэр Том Брэдли не стал давать комментариев по поводу отставки Гейтса, в отличие от другого его многолетнего противника — члена городского совета Зева Ярославского, который заявил, что Дэрил Гейтс после своего ухода оставил в наследство «поля смерти» в южно-центральной части Лос-Анджелеса.
Противоречивость его фигуры и продолжительность пребывания в должности стали причиной того, что после отставки Гейтса в устав города Лос-Анджелеса были посредством голосования были приняты поправки, на основании которых  максимальный срок работы шефов полиции департамента был установлен в 10 лет, а мэр города получил исключительное право их назначать и подвергать увольнению. Несмотря на это, мэр Том Брэдли, который более 14 лет пытался добиться отставки Дэрила Гейтса и внесения поправок в устав города, не успел воспользоваться этим правом, так как его рейтинги  вследствие Лос-Анджелесского бунта стали стремительно падать и он вынужден был покинуть пост мэра города в 1993 году.

## 1992-2010
После выхода на пенсию Дэрил Гейтс в течение 15 месяцев работал ведущим ток-шоу на местной радиостанции «KFI-AM». В 1994 году он уволился с радиостанции, но в течение многих последующих лет часто принимал участие в радиопередачах в качестве гостя, обсуждая политические и социальные проблемы в Лос-Анджелесе. В 1993 году Гейтс получил приглашение в компанию-разработчика и издателя компьютерных игр «Sierra Entertainment», после чего выступил консультантом в разработке видеоигры «Police Quest: Open Season». В середине 1990-х после того как его преемник Уилли Уильямс стал подвергаться критике, вступил в конфликт с полицейскими чиновниками и был признан некомпетентным руководителем, Гейтс стал подвергаться активному вниманию со стороны СМИ. В 1997 году, после того как должность шефа полиции Лос-Анджелеса стала вакантной, Дэрил Гейтс  отправил электронное сообщение в городской совет Лос-Анджелеса, указав на свою заинтересованность и выставив свою кандидатуру. Кандидатура Гейтса была отклонена. Впоследствии он заявил о том, что выставил свою кандидатуру только лишь с целью вызвать раздражение и шквал критики в свой адрес со стороны своих давних противников и в действительности не рассчитывал на то, что его кандидатура будет одобрена и он получит хотя бы один голос. 
В 2000-е годы Гейтс продолжал вести активный образ жизни. Он работал исполнительным директором в фирме «Global ePoint», занимающейся производством технологий безопасности. Также Дэрил Гейтс часто приглашался в качестве почетного гостя на различные мероприятия, устраиваемые департаментом полиции и пользовался небывалой популярностью среди офицеров  полиции. В общественных местах и на улицах ему часто отдавали честь сотрудники правоохранительных органов, большинство из которых никогда не работали под его руководством. В 2008 году он получил предложение от сотрудников кинокомпании «Searchlight Pictures» сняться в фильме «Короли улиц», которое он принял. Фильм оказался коммерчески успешным и собрал в мировом прокате более 65 миллионов долларов. Дэрил Гейтс исполнил в фильме роль шефа полиции департамента Лос-Анджелеса. Режиссёр фильма Дэвид Эйер впоследствии заявил СМИ, что идея связаться с Гейтсом и пригласить его на роль появилась после того, как создатели фильма не смогли подобрать актёра, который вызывал бы авторитет среди бывших офицеров полиции, которые выступали консультантами в процессе создания фильма и исполняли эпизодические роли. По словам Эйера, на съемочной площадке фильма к Гейтсу было приковано большое внимание общественности и актёров, Киану Ривз, исполнивший в фильме главную роль назвал Дэрила Гейтса иконой и живой легендой

## Смерть
В конце 2000-х у Дэрила Гейтса были выявлены проблемы со здоровьем. У него был диагностирован рак мочевого пузыря, от осложнений которого он  умер 16 апреля 2010 года в возрасте 83 лет в городе Дана Пойнт (штат Калифорния). Его похороны состоялись через 10 дней при участии нескольких тысяч человек, почетного караула и залпа из 21 орудия.